# Hœdic
Pour le voilier, voir Hoëdic (ketch).
Hœdic (ou parfois localement Hoëdic) (/e.dik/) est une île française granitique située dans l'océan Atlantique (golfe de Gascogne), au sud de la Bretagne dans le département du Morbihan, à 13 km à l’est de Belle-Île, à 5 km au sud-est de l'île de Houat, et sensiblement à la même latitude que le port de La Turballe.
Elle constitue une commune et fait partie, de même que Houat, du canton de Quiberon.
Ses habitants sont appelés les Hœdicais.

## Géographie

### Géographie physique

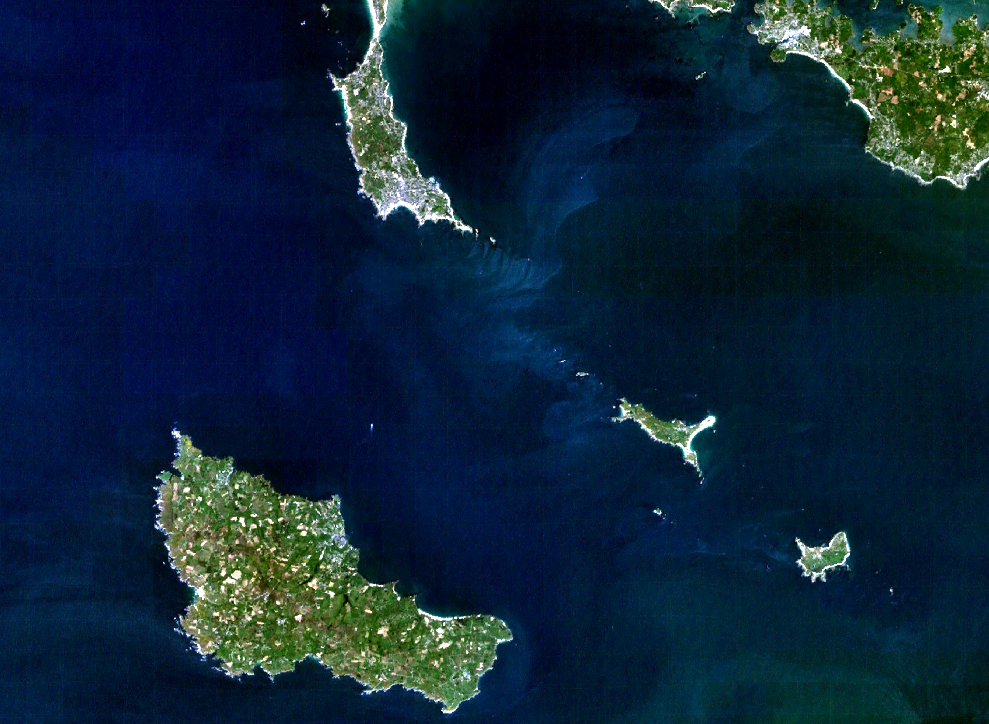
Vue de Belle-île, Houat et Hoëdic au sud-est.

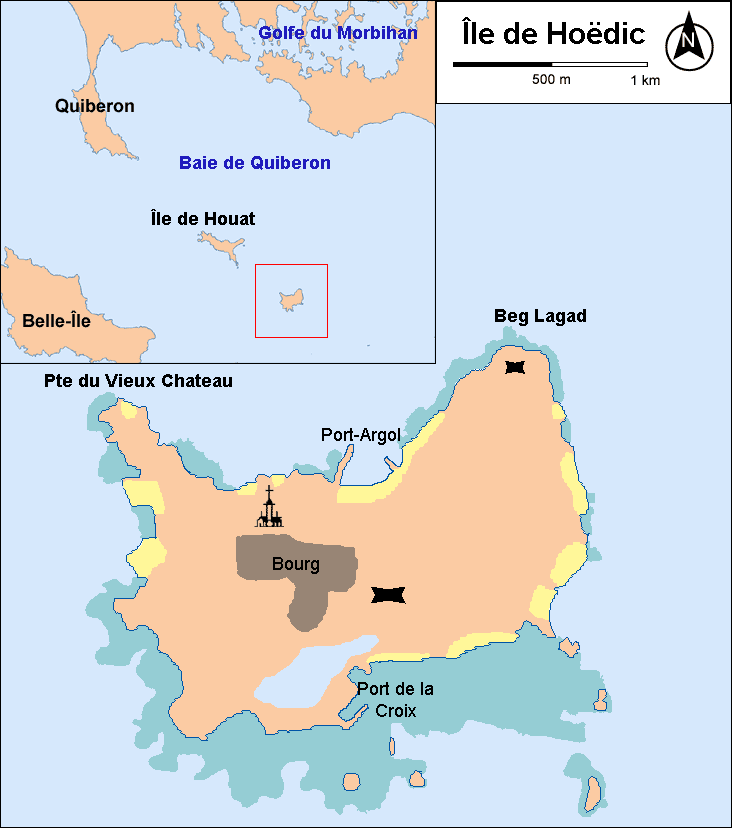
Carte d’Hoëdic.

Cette île, de 800 m de large sur 2 500 de long, s'étend sur deux kilomètres carrés. Elle est située au cœur de Mor braz, dans l’océan Atlantique, au large de la côte Sud de la Bretagne (presqu’îles de Rhuys et de Quiberon), à 13 km à l’est de Belle-Île et à 5 km au sud-est de Houat. Elle fait partie d’une ligne de crêtes granitiques qui comprend aussi la presqu'île du Croisic, l’île Dumet, Houat, Quiberon et Groix.
Hoëdic est un plateau peu élevé et peu vallonné ; elle atteint son altitude maximale (22 mètres) au milieu de sa partie Est (sur le chemin qui conduit actuellement du bourg au hameau du Phare). Son socle est essentiellement constitué de granit et moins souvent de schistes. La côte est une alternance de criques sableuses et de pointes rocheuses de hauteur variable, en général plus marquée au nord (Beg Lagat, le Vieux Château...) qu'au Sud (Beg Er Faut, Kasperakiz). On compte deux marais, l'un modeste, derrière la dune du nouveau port, l'autre, d'une vingtaine d'hectares, derrière la dune du vieux port. Outre l'île principale, la commune rassemble plusieurs îlots (essentiellement au sud-est) dont Roc'h Melen, Madavoar, les Cardinaux, les Mulons...
Marie Le Goaziou décrit ainsi Hœdic en 1997 :

« Le tour de l'île, qu'un de ces fameux recteurs du siècle dernier [l'auteur parle du XIXe siècle] faisait pieds nus en deux heures, permet de découvrir deux types de côtes, comme à Belle-Île, la côte en dedans et la côte donnant au large. Depuis le port d'Argol, construit en 1973, on remonte vers la pointe du Vieux-Château, l'un des paysages les plus sauvages de l'île, d'où l'on a une très belle vue sur le turbulent passage des Sœurs, avec, en toile de fond, la silhouette d'Houat. (...). De la pointe du Vieux-Château à la pointe de Casperaquiz, un sentier solitaire longe les falaises d'une côte aride, avant d'arriver à l'étang et au port de la Croix, accessible seulement à marée haute. (...) Plus loin, le fort destiné à résister aux envahisseurs anglais a été construit sur ordre de Louis-Philippe, mais n'a jamais servi autrement qu'en école primaire, usine à soude et désormais école de voile (...). »

— Marie Le Goaziou, Les îles de Bretagne

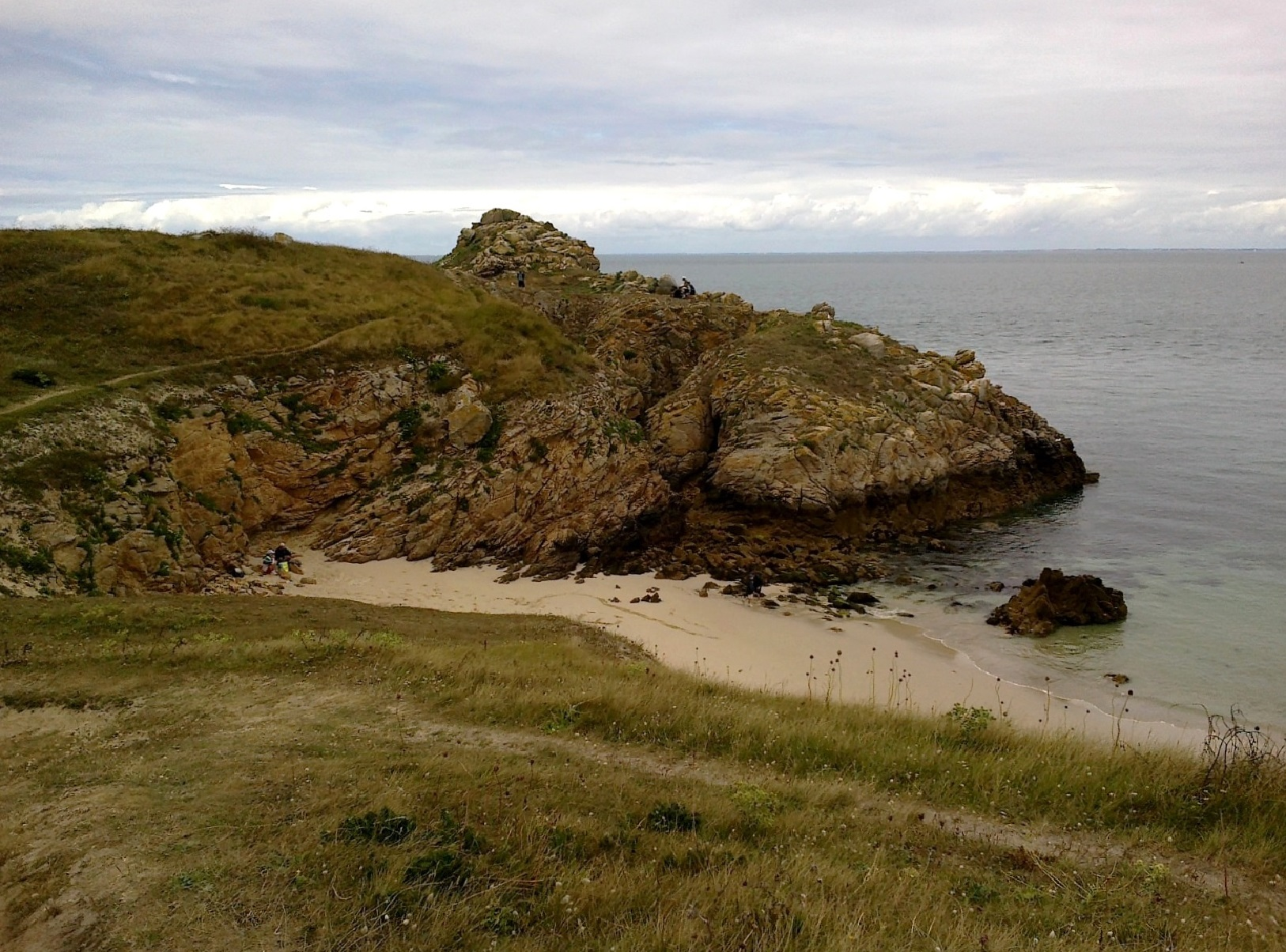
La pointe du Vieux Château, côté est.
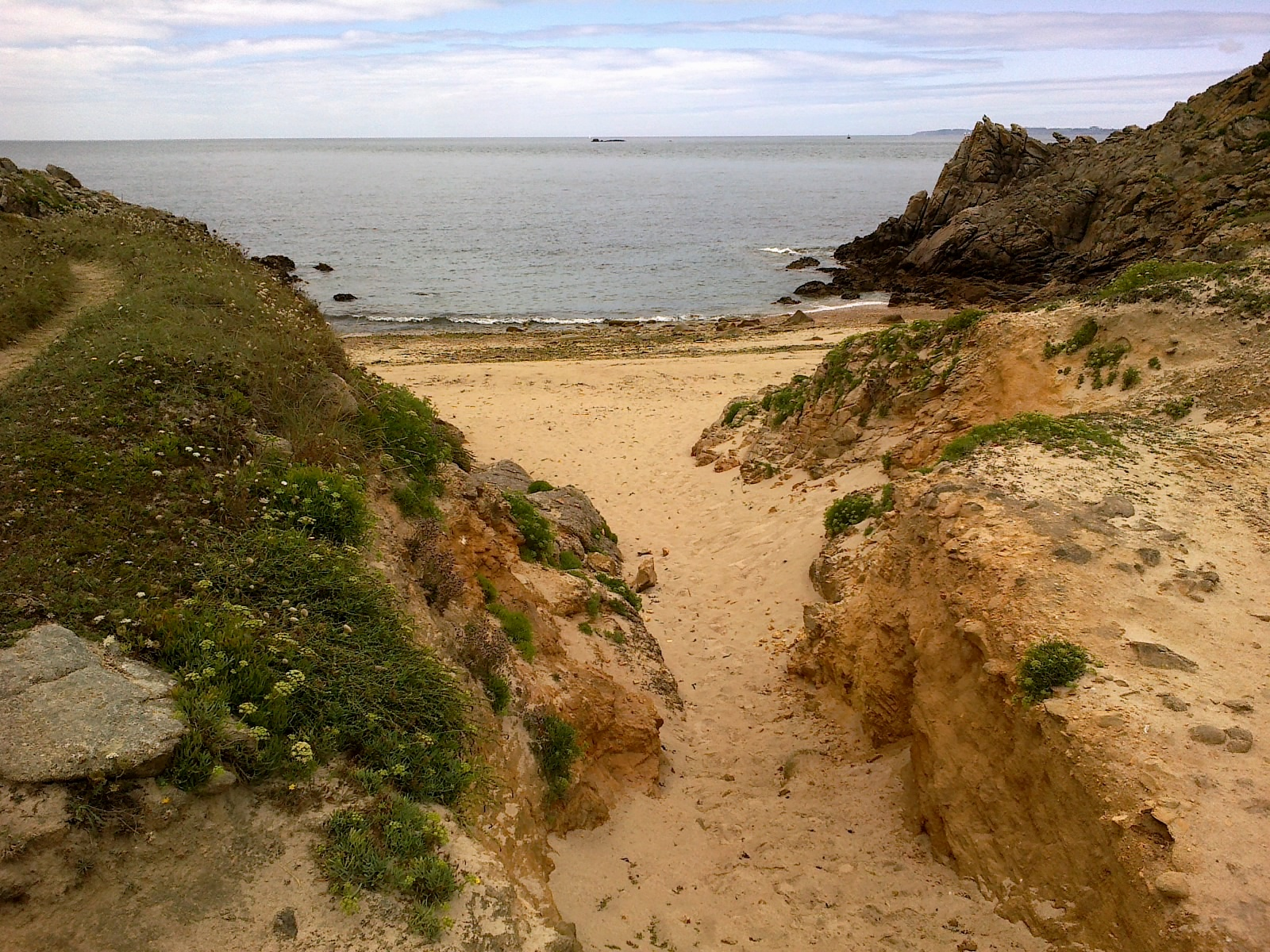
La pointe du Vieux Château, côté ouest.
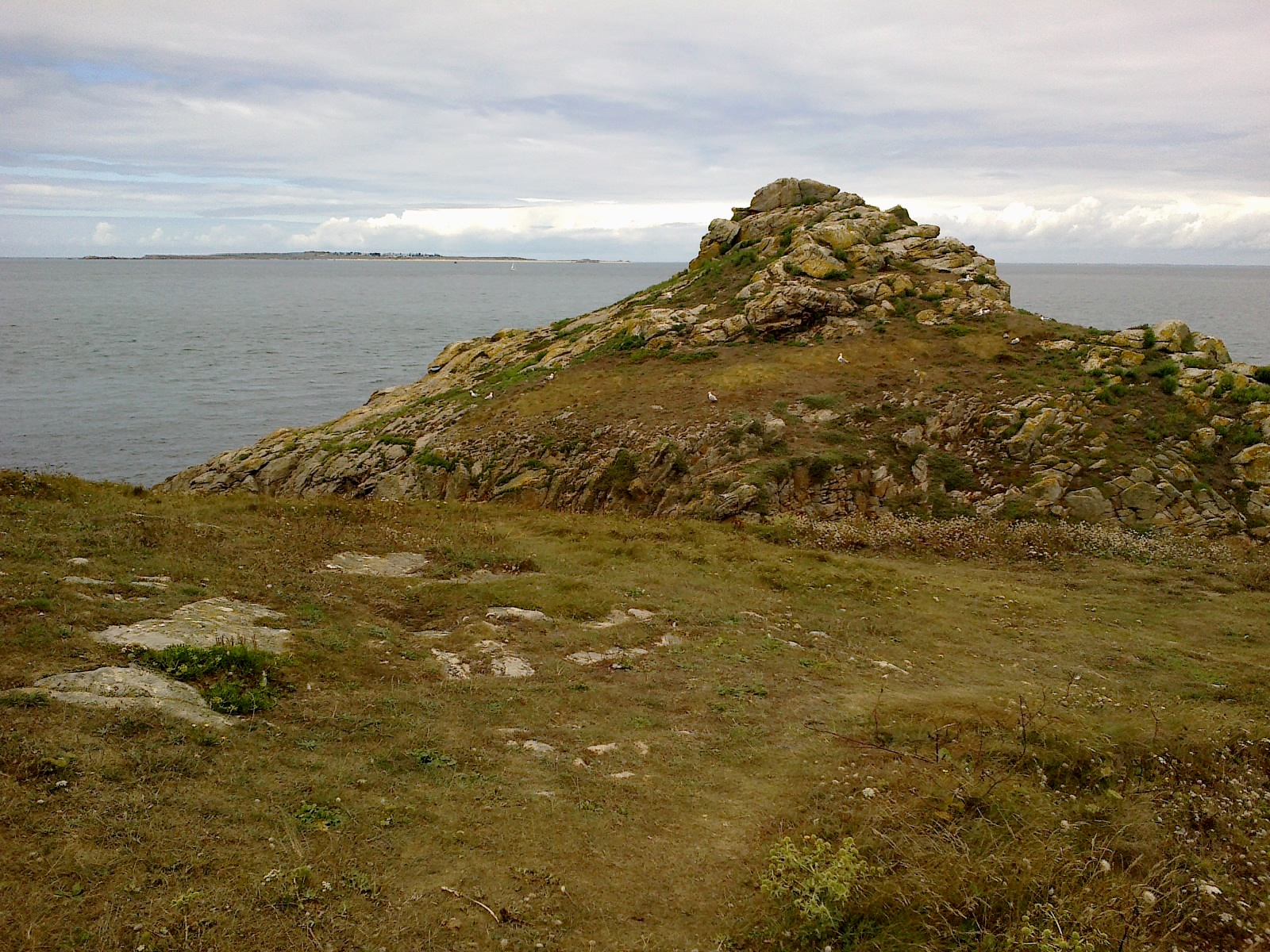
Le rocher de Men Du à la pointe du Vieux Château.
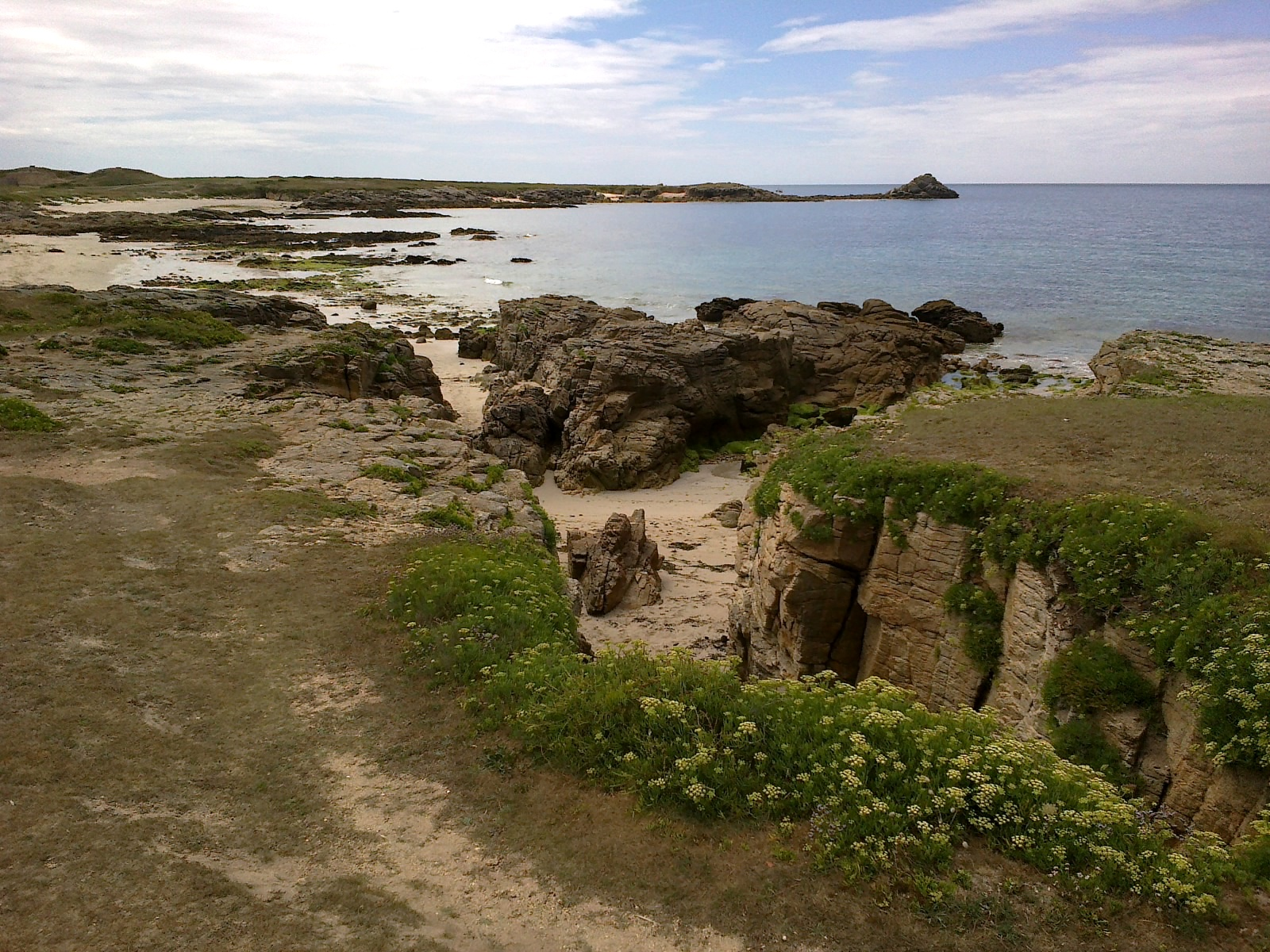
Entre Portz Guen et Caspéraquiz.
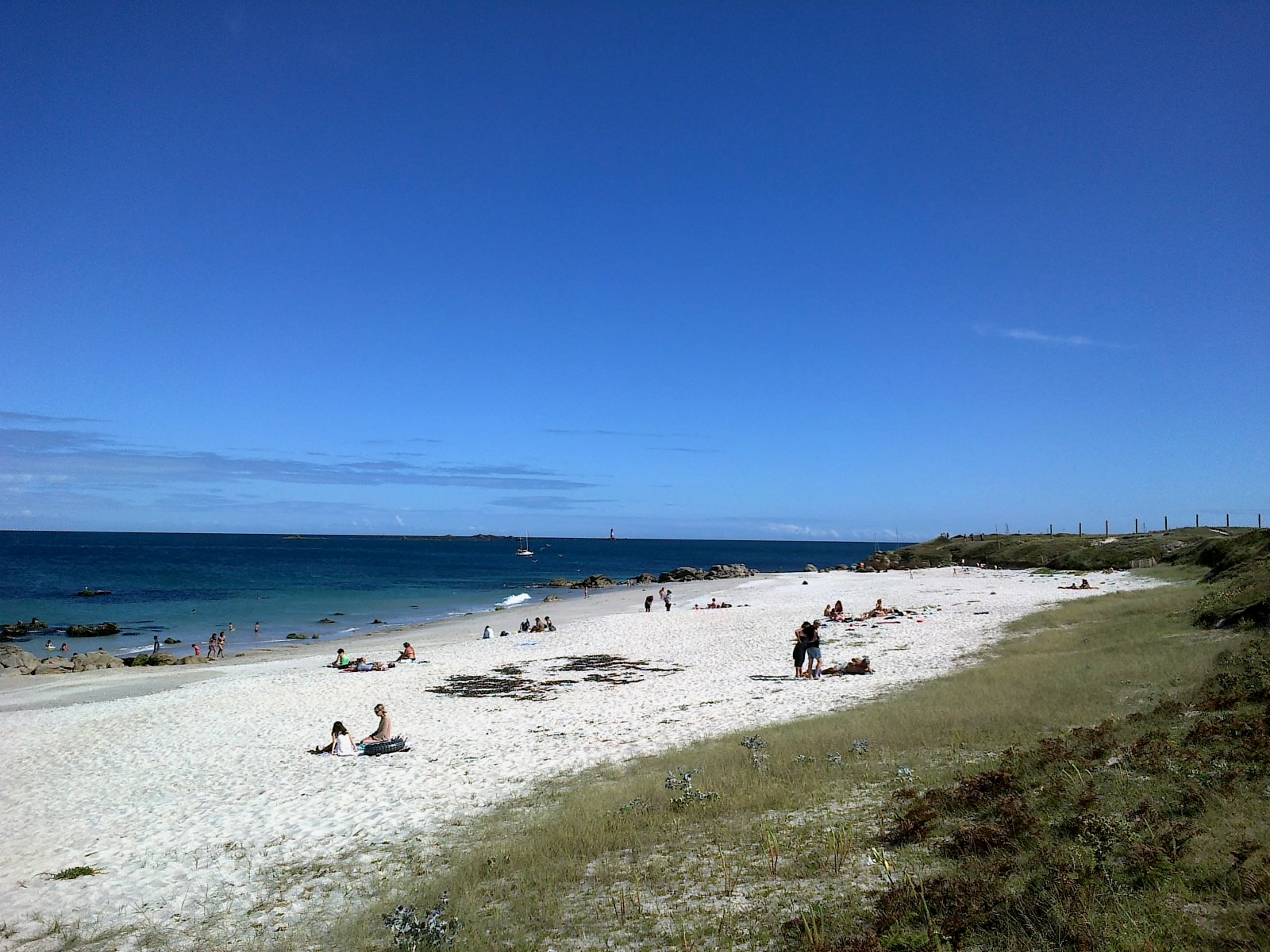
La plage de Men Groah.
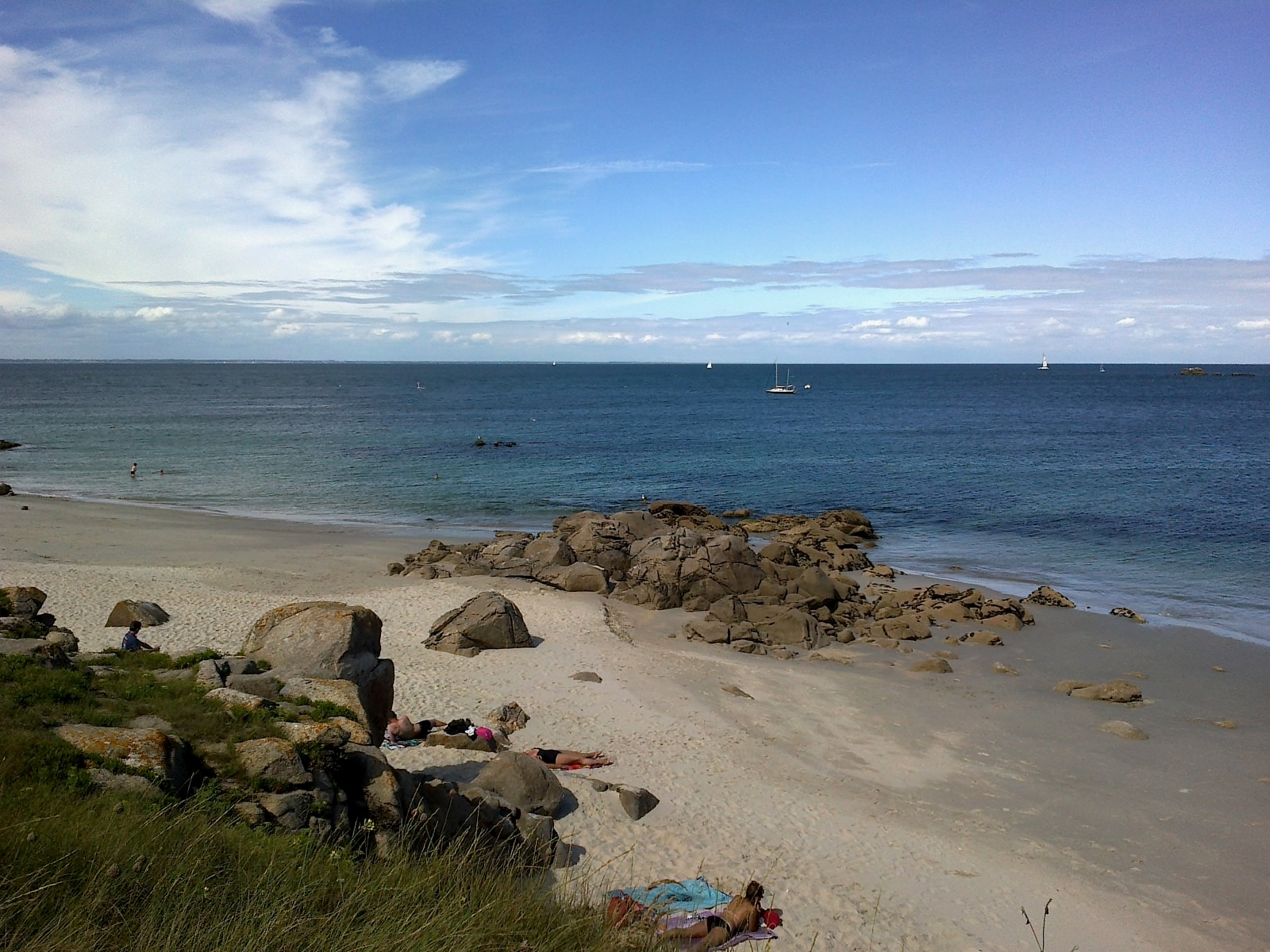
La plage de Men Rond.
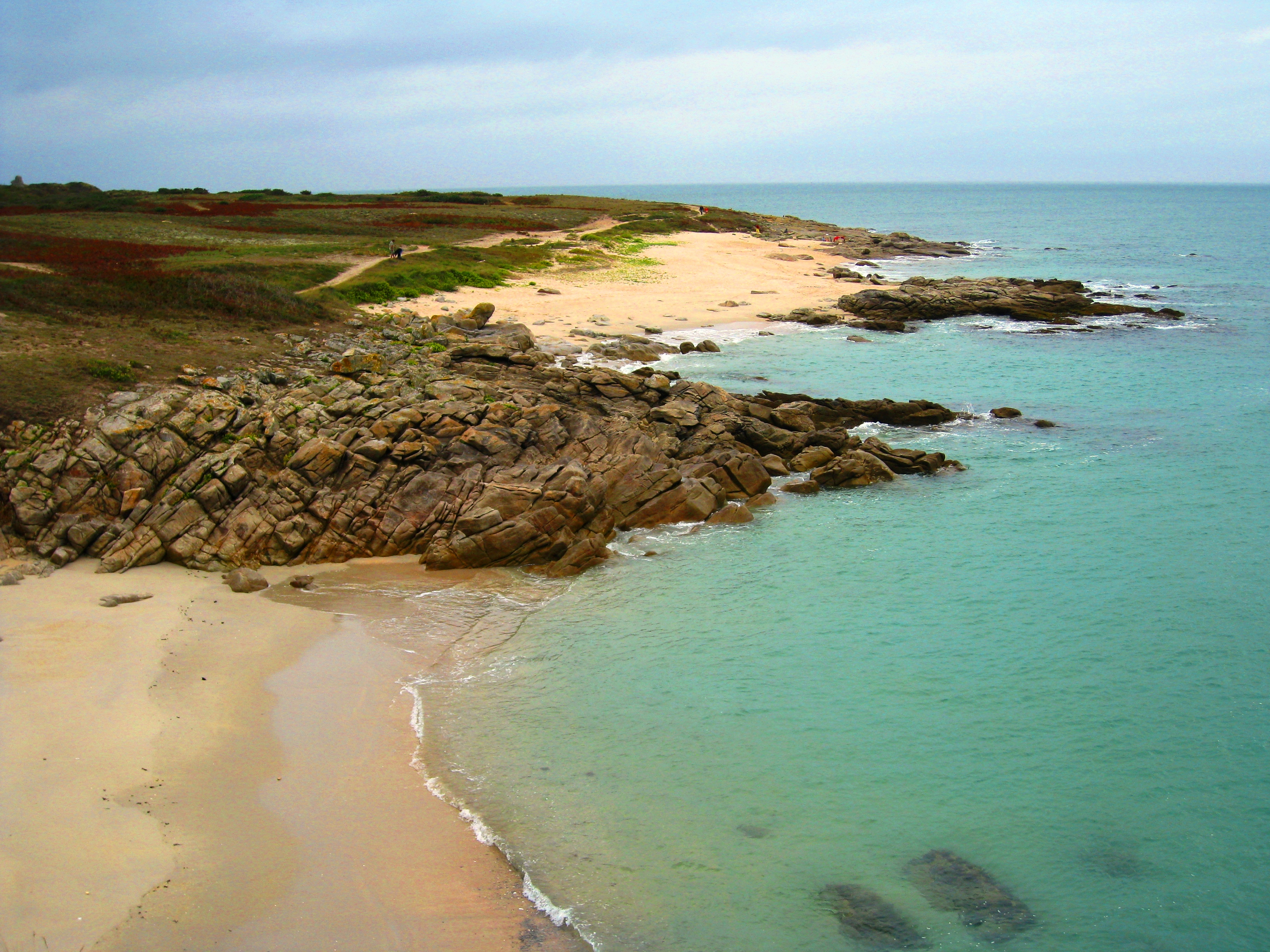
La Plage Bleue.
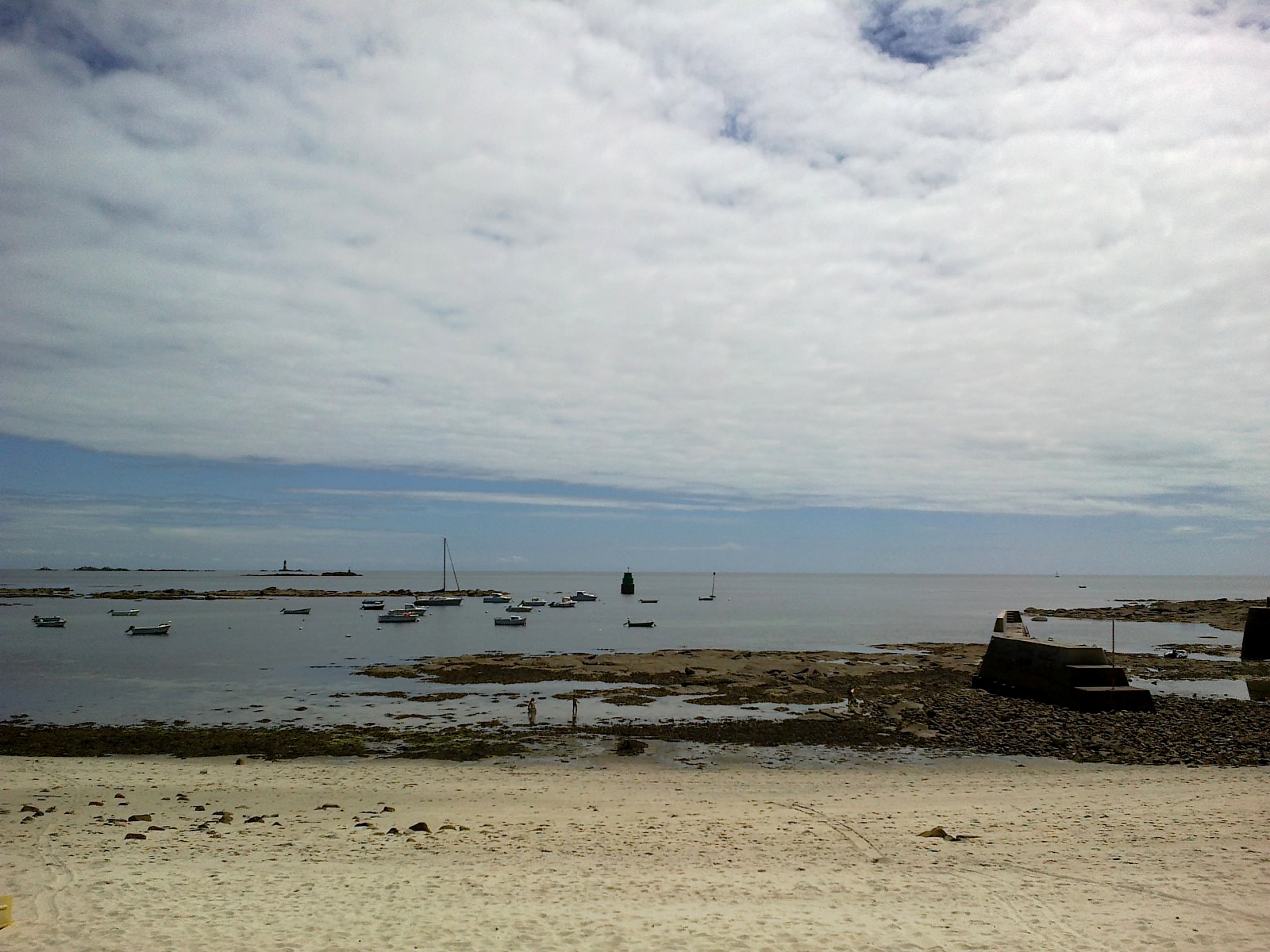
Le port de la Croix.
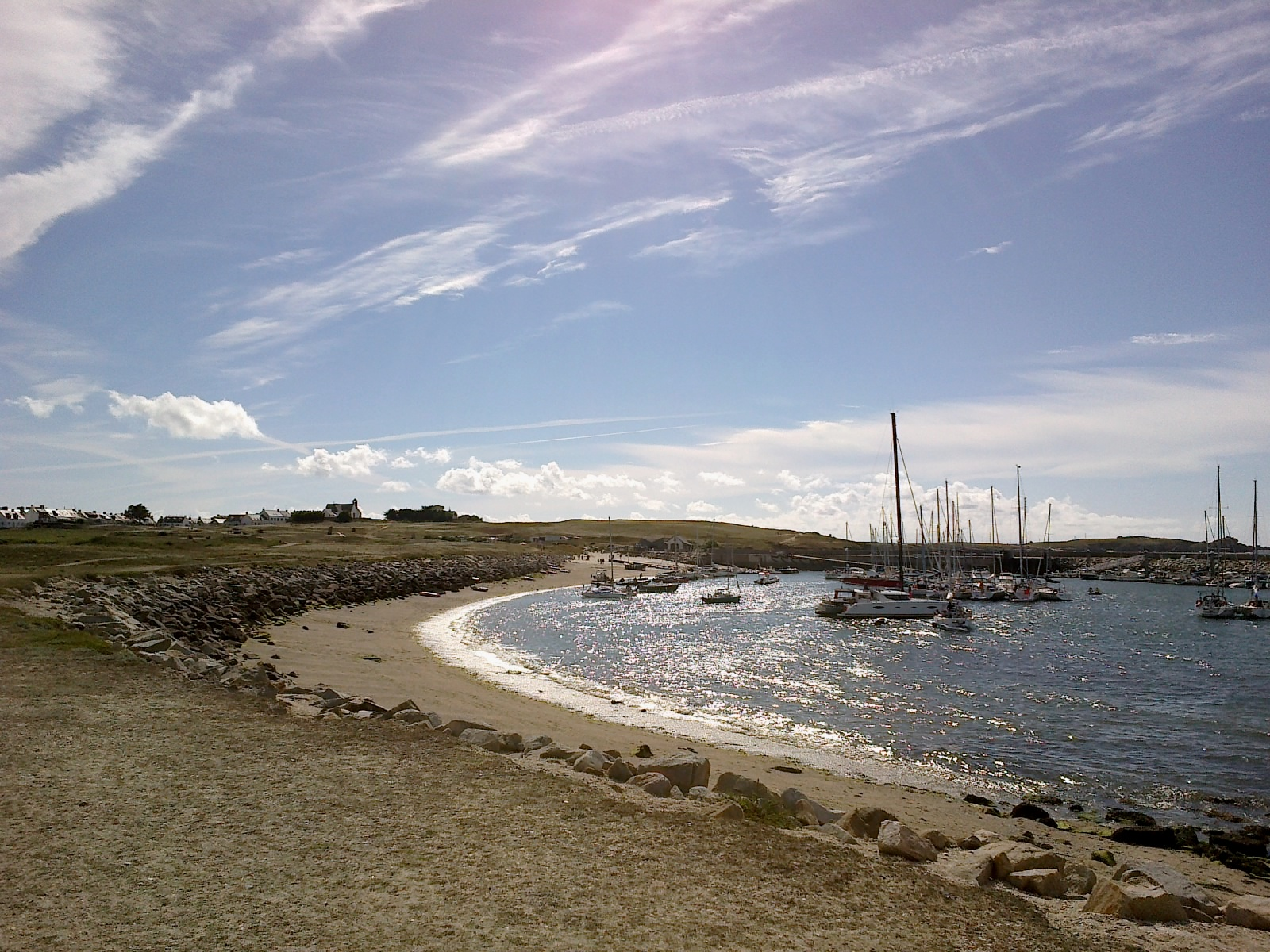
Le Port de l'Argol.

### Le risque de submersion marine
En raison du risque de submersion marine « Hoëdic pourrait voir la moitié de sa superficie engloutie par l'océan, à long terme » ; les deux tempêtes de fin octobre et début novembre 2023 (notamment la Tempête Ciarán) ont fait reculer la dune sud d'une dizaine de mètres et la mer a emporté toutes les ganivelles et détruit tous les aménagements d'accès à la plage ; le cordon dunaire risque de rompre et les étangs seraient envahis par l'eau de mer. Par contre le port de la Croix est envahi par le sable. La Pointe du Vieux-Château risque de se transformer en île ; la municipalité a déjà prévu une passerelle de 15 mètres de long pour pouvoir y accéder.

### Géographie humaine

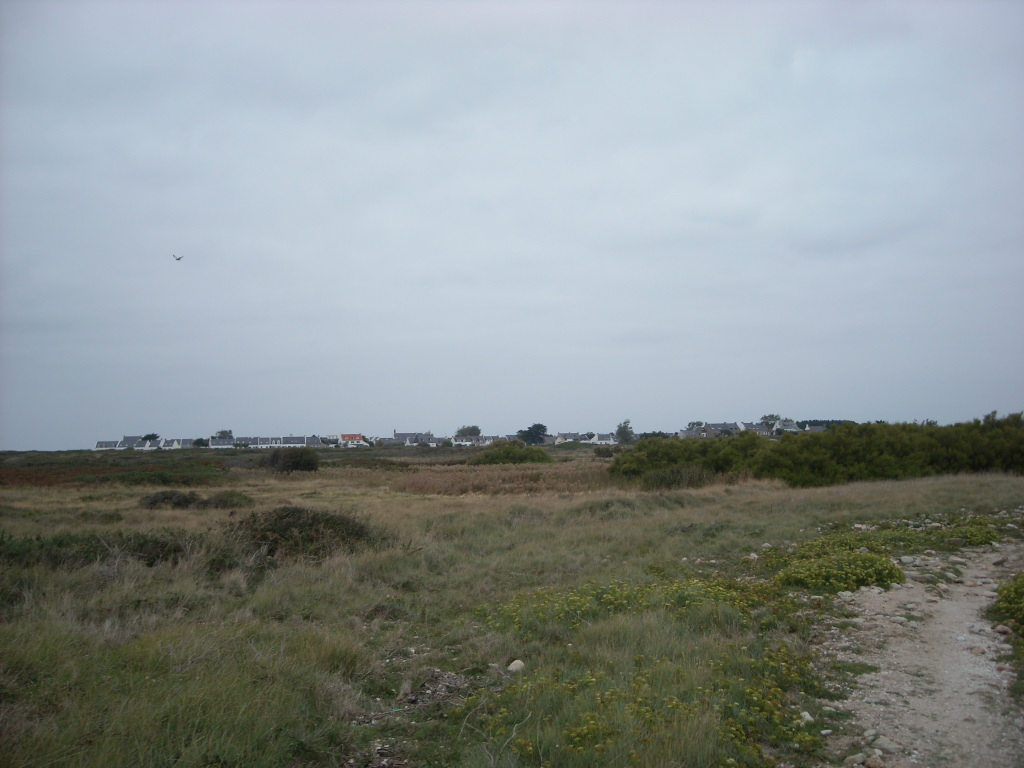
Le village d'Hœdic vu du sud de l'île.

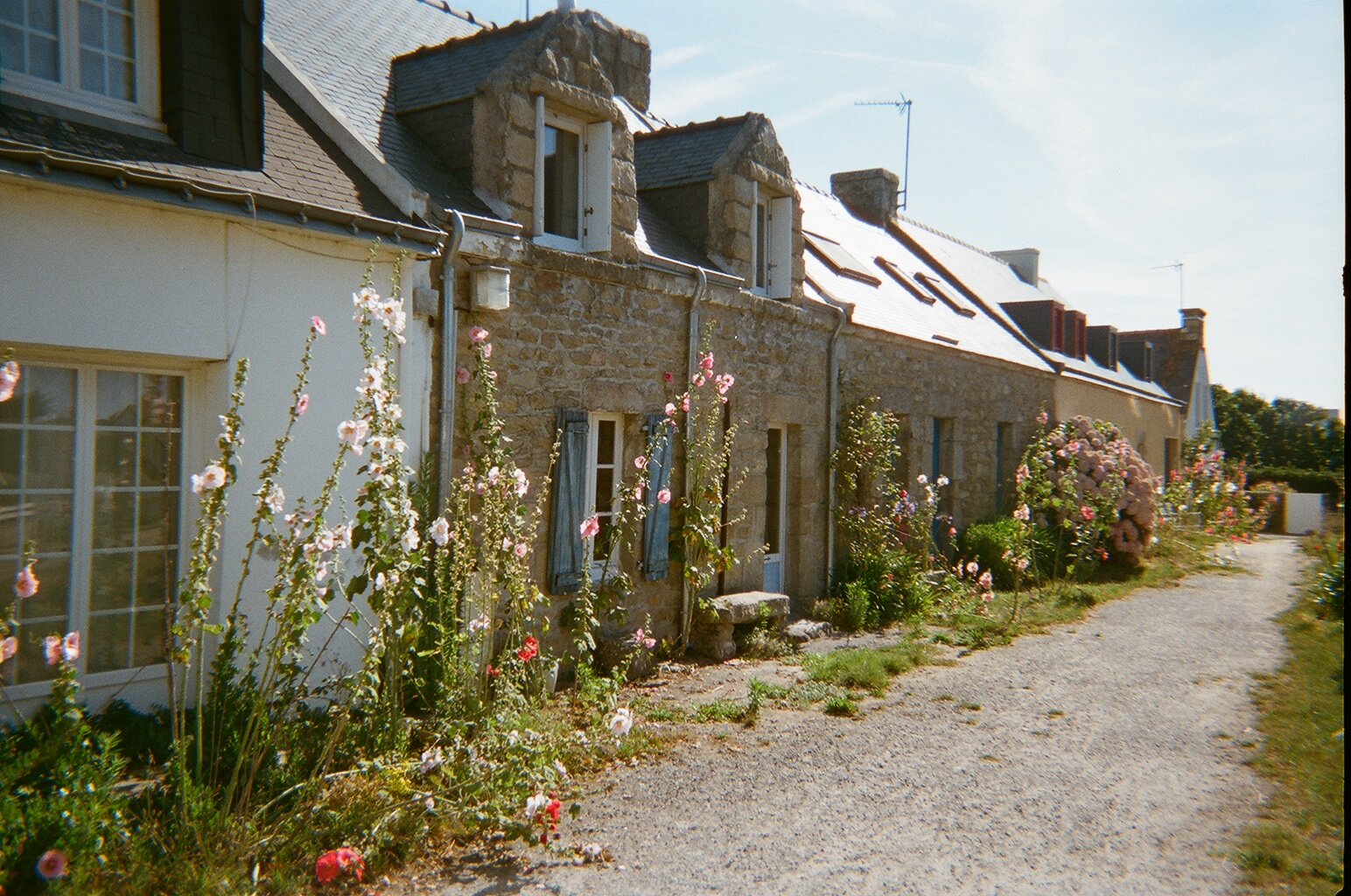
Rue de Hœdic.

Longtemps Hoëdic a associé la polyculture familiale (élevage et jardins) à la ressource halieutique. La première a disparu au milieu du XXe siècle, tandis que la deuxième, après avoir connu un second souffle dans les années 1980, tend à perdre de la vitesse aujourd'hui. Bien plus que sa voisine Houat, elle est dépendante en grande partie du tourisme. Comme sa voisine, la majeure partie de sa surface est désormais soumise à l'invasion des broussailles.
En 2018, selon l'Insee, 73,4 % des logements (75,2 % en 2020) étaient des résidences secondaires à Hœdic.
Hoëdic est une île sans voitures peuplée d’une centaine d’habitants l’hiver. L’été, la population peut atteindre 3 000 habitants avec les plaisanciers, touristes et campeurs venant sur l’île. L’île est reliée au continent toute l’année par les bateaux de la Compagnie Océane et par les bateaux de la Compagnie des îles lors de la saison touristique (liaisons à partir de Quiberon et de La Turballe).
Houat et Hoëdic forment un ensemble Natura 2000 comprenant un site d'importance communautaire et une zone de protection spéciale de même périmètre.
Hoëdic fait partie des îles du Ponant.

### L'archipel Houat-Hœdic
L'archipel Houat-Hœdic forme une unité biogéographique au niveau floristique et faunistique (oiseaux marins
nicheurs). « Peu construites, exemptes d’agriculture — hormis un élevage extensif à Hoedic et les potagers individuels — et de circulation automobile, les deux îles sont des espaces relativement préservés. Elles hébergent une grande richesse floristique. Une partie de Houat (la bande côtière à l’est de l’île) et d’Hoedic (une partie du sud de l’île) sont des propriétés du Conservatoire du littoral ».
Site d'intérêt botanique exceptionnel couvrant 17 797 ha, l'archipel est classé en zone Natura 2000 depuis 2004 et constitue une aire marine protégée.

### Cadre géologique

Carte géologique simplifiée du Massif armoricain.

Houat et Hœdic sont installés sur les vestiges d'une croupe granitique, de direction NW - SE, s'étirant de la baie d'Audierne à l'embouchure de la Loire (massif granitique de Pont-l'Abbé, « granite de Ploemeur », granite de Quiberon, de Guérande-Le Croisic, chapelet d'îles : archipel des Glénan, archipel Houat-Hœdic, Dumet, Noirmoutier).

### Hydrographie
Pour un article plus général, voir Réseau hydrographique du Morbihan.
La commune est située dans le bassin Loire-Bretagne. Elle n'est drainée par aucun cours d'eau,.

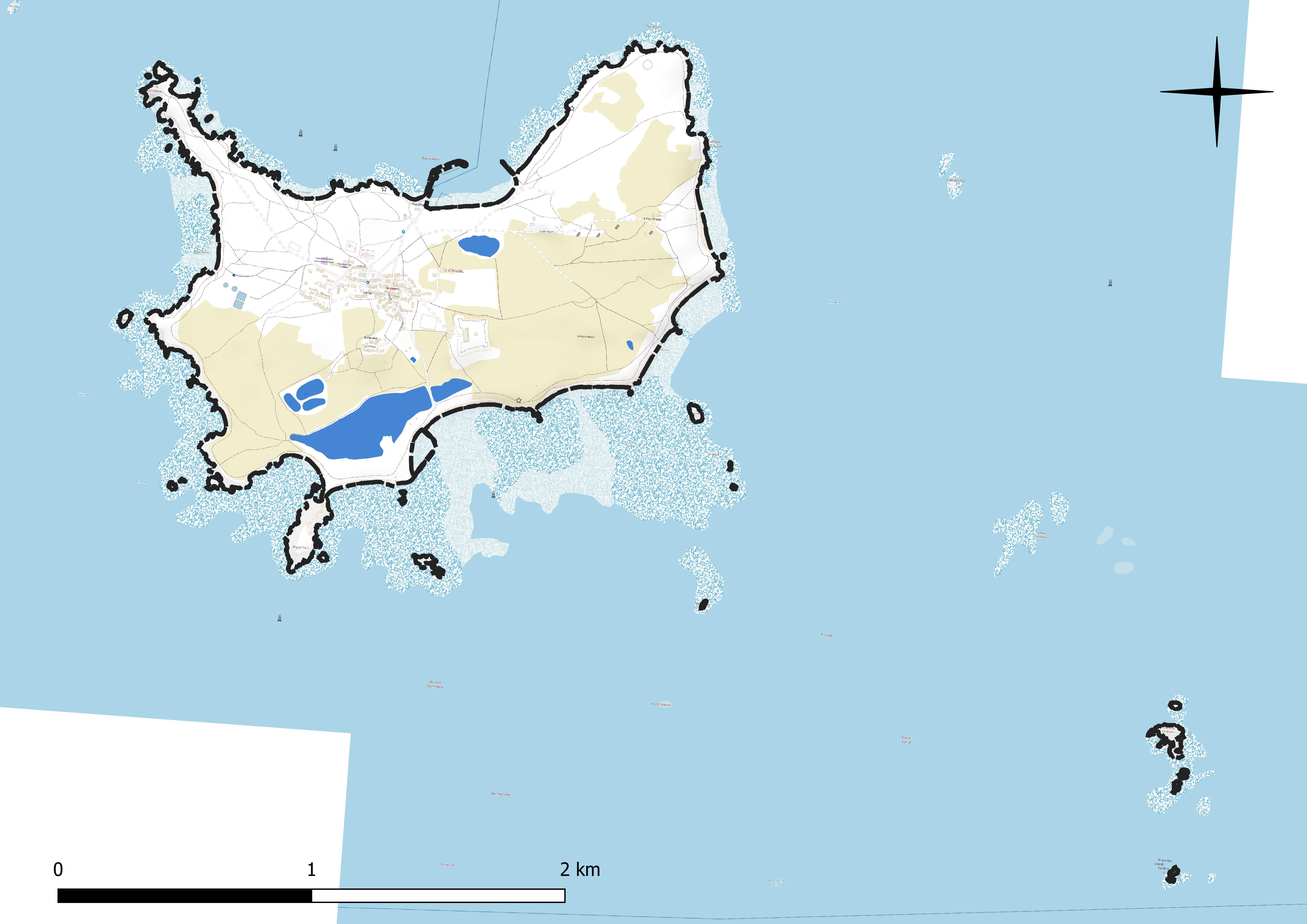
Réseau hydrographique de Hœdic.

### Climat
Pour des articles plus généraux, voir Climat de la Bretagne et Climat du Morbihan.
En 2010, le climat de la commune est de type climat océanique altéré, selon une étude du CNRS s'appuyant sur une série de données couvrant la période 1971-2000. En 2020, Météo-France publie une typologie des climats de la France métropolitaine dans laquelle la commune est exposée à un climat océanique et est dans la région climatique  Bretagne orientale et méridionale, Pays nantais, Vendée, caractérisée par une faible pluviométrie en été et une bonne insolation. Parallèlement l'observatoire de l'environnement en Bretagne publie en 2020 un zonage climatique de la région Bretagne, s'appuyant sur des données de Météo-France de 2009. La commune est, selon ce zonage, dans la zone « Littoral doux », exposée à un climat venté avec des étés cléments.  
Pour la période 1971-2000, la température annuelle moyenne est de 12,2 °C, avec une amplitude thermique annuelle de 11,9 °C. Le cumul annuel moyen de précipitations est de 620 mm, avec 13,1 jours de précipitations en janvier et 5,1 jours en juillet. Pour la période 1991-2020, la température moyenne annuelle observée sur la station météorologique la plus proche, située sur la commune de Bangor à 23 km à vol d'oiseau, est de 13,0 °C et le cumul annuel moyen de précipitations est de 680,8 mm,. Pour l'avenir, les paramètres climatiques de la commune estimés pour 2050 selon différents scénarios d’émission de gaz à effet de serre sont consultables sur un site dédié publié par Météo-France en novembre 2022.

## Urbanisme

### Typologie
Au 1er janvier 2024, Hœdic est catégorisée commune rurale à habitat dispersé, selon la nouvelle grille communale de densité à sept niveaux définie par l'Insee en 2022.
Elle est située hors unité urbaine et hors attraction des villes,.
La commune, bordée par l'océan Atlantique, est également une commune littorale au sens de la loi du 3 janvier 1986, dite loi littoral. Des dispositions spécifiques d’urbanisme s’y appliquent dès lors afin de préserver les espaces naturels, les sites, les paysages et l’équilibre écologique du littoral, tel le principe d'inconstructibilité, en dehors des espaces urbanisés, sur la bande littorale des 100 mètres, ou plus si le plan local d’urbanisme le prévoit.

### Occupation des sols

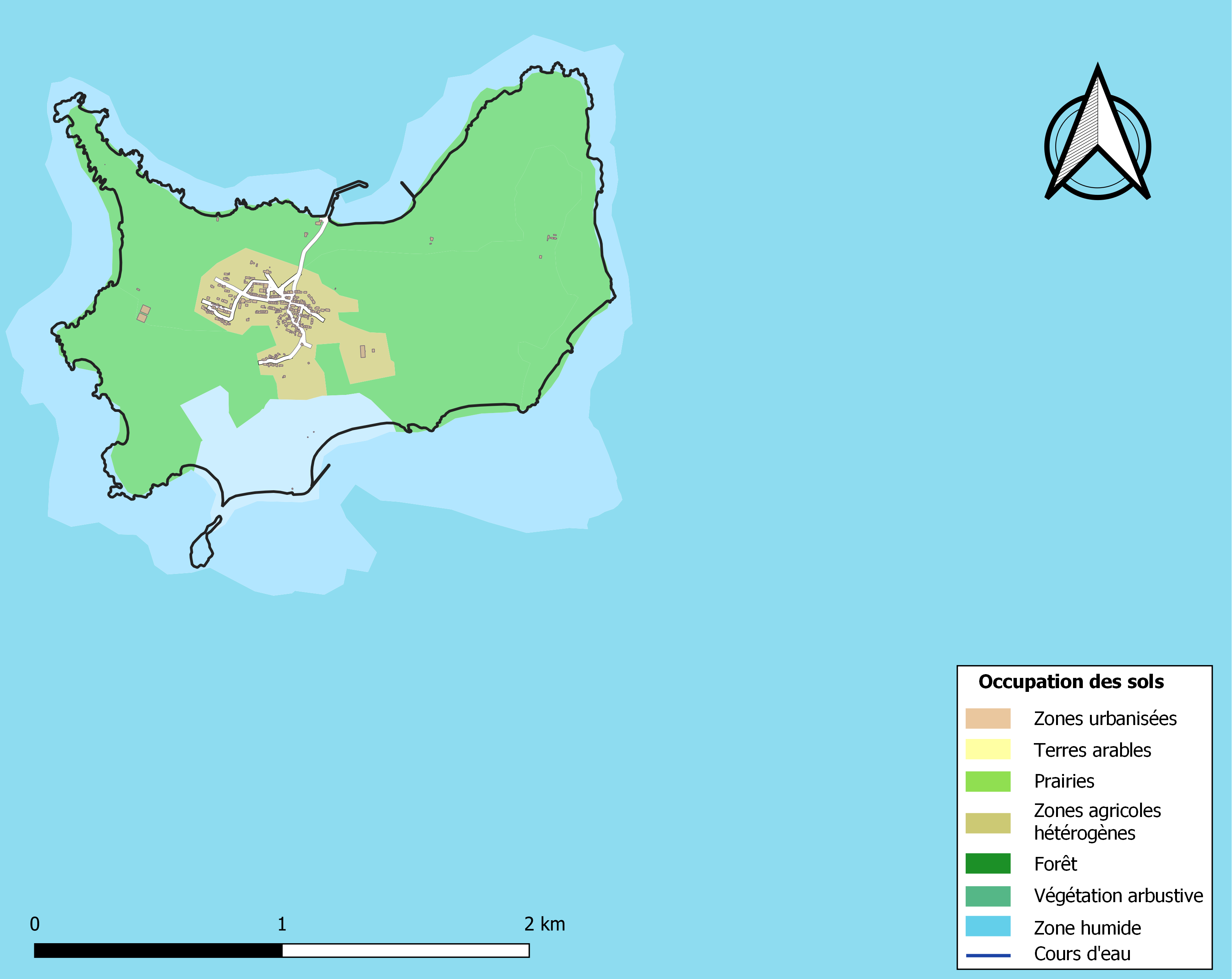
Carte des infrastructures et de l'occupation des sols de la commune en 2018 (CLC).

L'occupation des sols de la commune, telle qu'elle ressort de la base de données européenne d’occupation biophysique des sols Corine Land Cover (CLC), est marquée par l'importance des forêts et milieux semi-naturels (73,2 % en 2018), en diminution par rapport à 1990 (83,5 %). La répartition détaillée en 2018 est la suivante : 
milieux à végétation arbustive et/ou herbacée (73,2 %), zones agricoles hétérogènes (10,6 %), zones humides intérieures (10,2 %), zones humides côtières (5,4 %), eaux maritimes (0,6 %).
L'IGN met par ailleurs à disposition un outil en ligne permettant de comparer l’évolution dans le temps de l’occupation des sols de la commune (ou de territoires à des échelles différentes). Plusieurs époques sont accessibles sous forme de cartes ou photos aériennes : la carte de Cassini (XVIIIe siècle), la carte d'état-major (1820-1866) et la période actuelle (1950 à aujourd'hui).

## Toponymie
L'île est désignée sous le nom d’Arica à la fin du IIIe siècle dans l’Itinéraire d'Antonin, parfois écrit Atica, pour une raison non élucidée. Hudic en 1483 dans « Le Grand Routtier et Pillotage » de Pierre Garcie Ferrande.
En breton, l'île s'appelle Edig, ce qui signifie « le caneton », tandis que Houat signifie « le canard ». C'est l'origine du nom francisé, dont la prononciation reflète d'ailleurs celle du breton.

## Histoire

### Préhistoire
Les fouilles archéologiques de 1933 menées par Marthe et Saint-Just Péquart ont révélé quelques foyers et 9 tombes mésolithiques (5500/5000 ans av. J.-C., soit la dernière période des peuples chasseurs-pêcheurs-cueilleurs) sur l’île. Des amas coquillers ont permis de conserver les ossements de 14 individus et nous éclairent sur le régime alimentaire de ces populations, largement basé sur les ressources halieutiques. La typologie de ces sépultures est proche de celles de Téviec, (îlot au large de Quiberon). Les défunts étaient ensevelis avec des silex taillés, des pendentifs et des colliers de coquillages, des outils en os, avec des ramures de cerfs encadrant certains corps.
Des campagnes de fouilles de l'alignement mégalithique de Groah Denn (au nord de l'île, près du port) menées depuis les années 2000, ont conduit à la découverte de sépulture circulaire, d'ateliers de débitage lithique ainsi que des dépôts lithique et céramique. Contrairement à une idée reçue, l'insularité de sites néolithiques comme Groah Denn ou la Pointe de la Tranche de l'île d'Yeu ne semble pas avoir été très contraignante pour la majorité des populations îliennes. Le relatif isolement insulaire ne les empêche pas de participer aux échanges et doit être vu « comme l’opportunité de déplacements réguliers vers le littoral de la large façade atlantique, facilités par voie maritime ; voyages plus lointains (Centre-Ouest) et plus riches (échanges de biens, de style et de traditions techniques) que ceux réalisés par laborieuse et longue voie terrestre ».

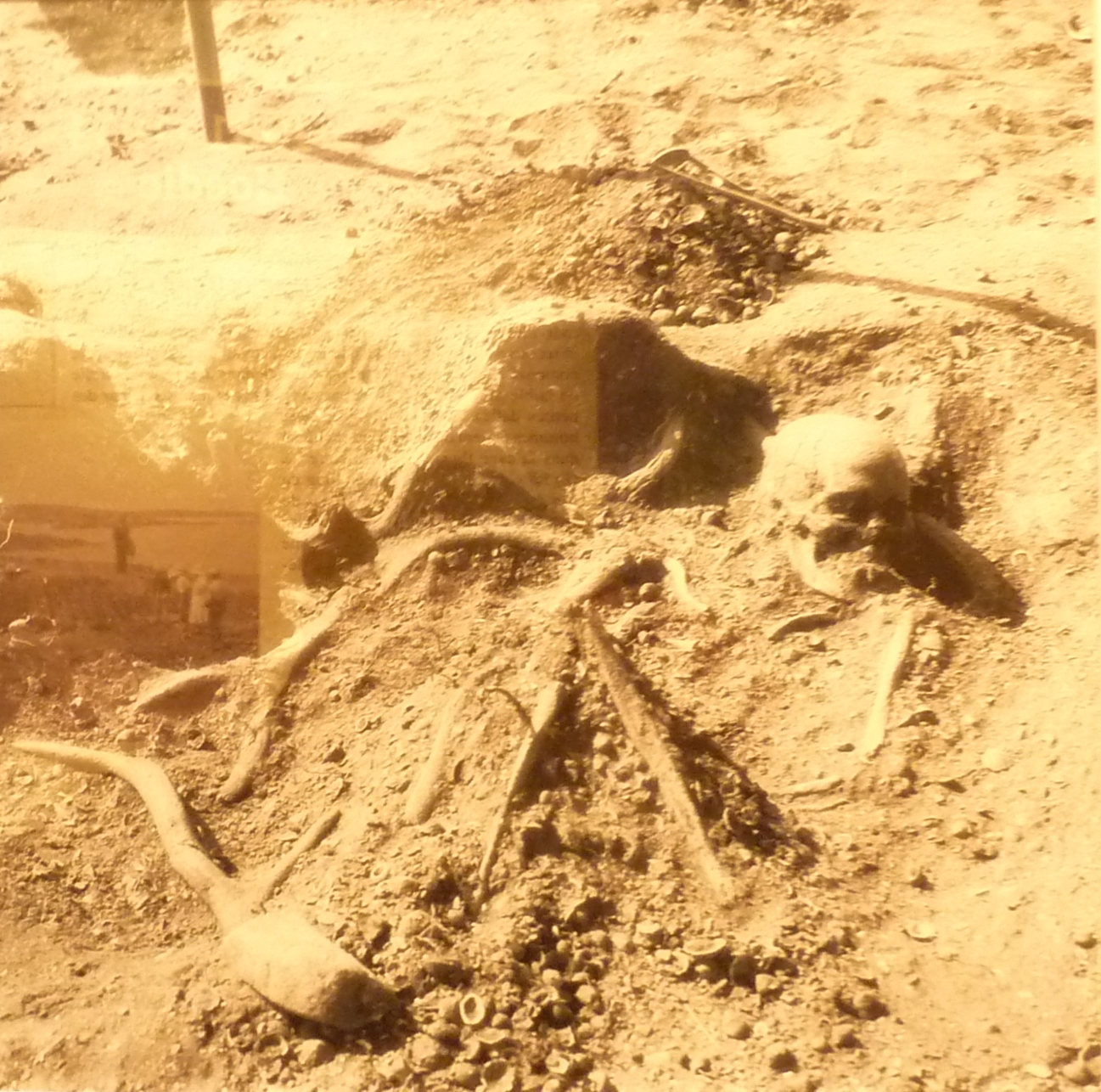
La sépulture "J" de la nécropole d'Hœdic (photographie de Saint-Just Péquart, musée de préhistoire de Carnac).
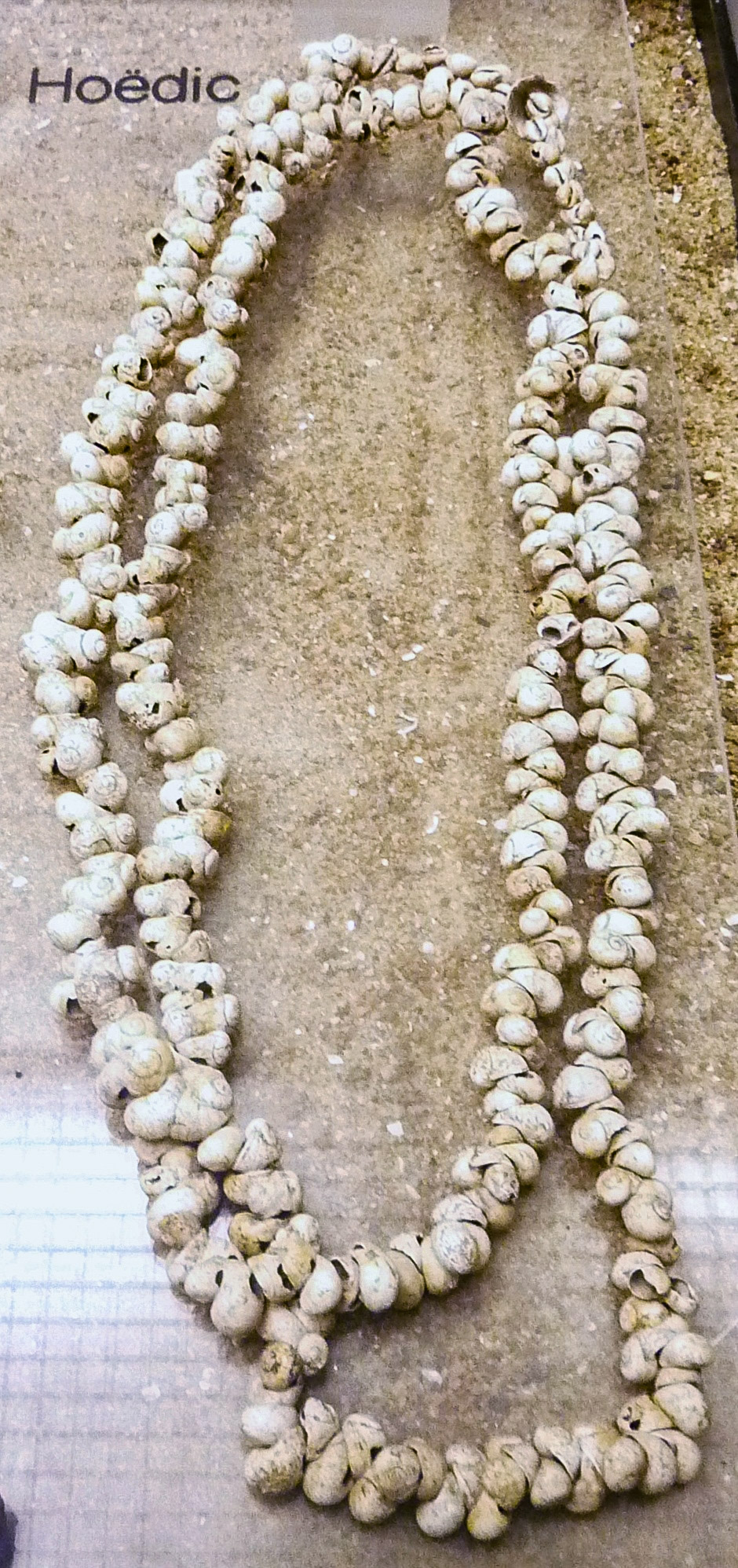
Collier de coquillages trouvé dans une sépulture mésolithique d'Hœdic par les époux Péquart.
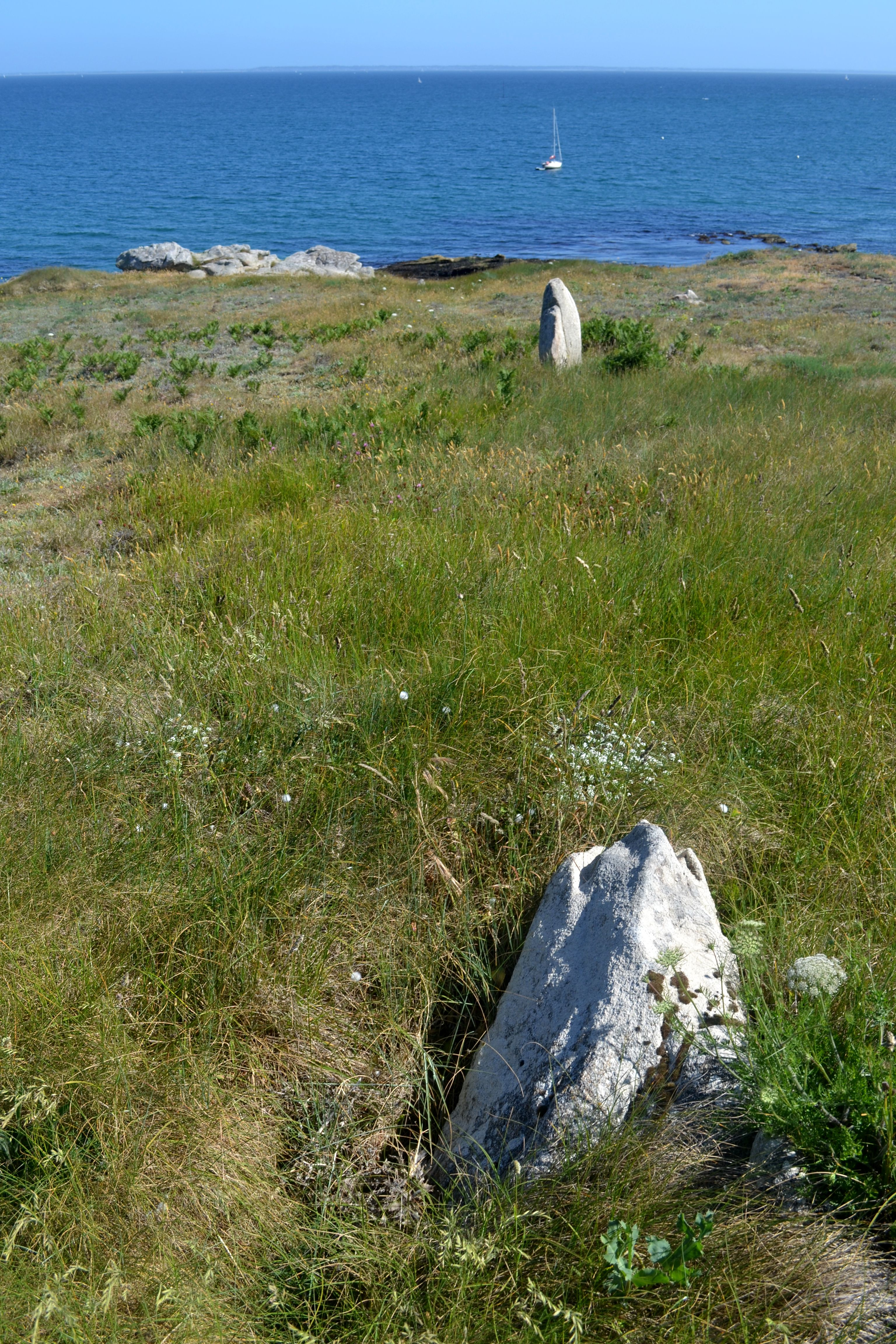
Alignement mégalithique de Groah Denn.

Au début de l’ère néolithique en Bretagne, vers 5000 av. J.-C., Hoëdic faisait déjà partie d’un système insulaire avec Houat, séparée du continent par le passage de la Teignouse. Progressivement, vers 3500 av. J.-C., elle se séparera de Houat en raison de la remontée du niveau marin. L’île conserve de cette époque de nombreux vestiges, dont tout un système d’alignements de menhirs (Paluden, pointe du Vieux-Château, Graoh Denn, Douet...), des tertres du Néolithique moyen 1, quelques menhirs (menhir de la Vierge, Pierre couchée) et plusieurs dolmens (dolmen de la Croix, dolmen de Port-Louit, dolmen de Beg Lagad, dolmen du Télégraphe...).

### Époque gauloise
En 2004, une présence gauloise a été attestée par la découverte du site de Port-Blanc. Daté de la fin du Second Âge du fer (IIe – Ier siècles av. J.-C.), un atelier de production de sel a été mis au jour, accompagné d’espaces à vocation domestique, à Port-Blanc.
L'existence d'un camp romain (oppidum de type éperon barré habité aux IIe et IIIe siècles) à la pointe du Vieux-Château (nord-ouest) est avérée après une série de fouilles dans les années 1880-1890.

### Moyen Âge
Hoëdic, comme la plupart des îles bretonnes à cette époque, est un lieu occupé au départ de façon intermittente. C'est seulement à partir du Xe siècle qu'est attestée la présence d'un habitat permanent. Selon la tradition, le moine Goustan (saint Goustan) aurait abordé l'île à cette période et l'aurait bonifiée.
Vers 1400, des pirates ravagent Hœdic, ainsi que Houat.

### Époque moderne

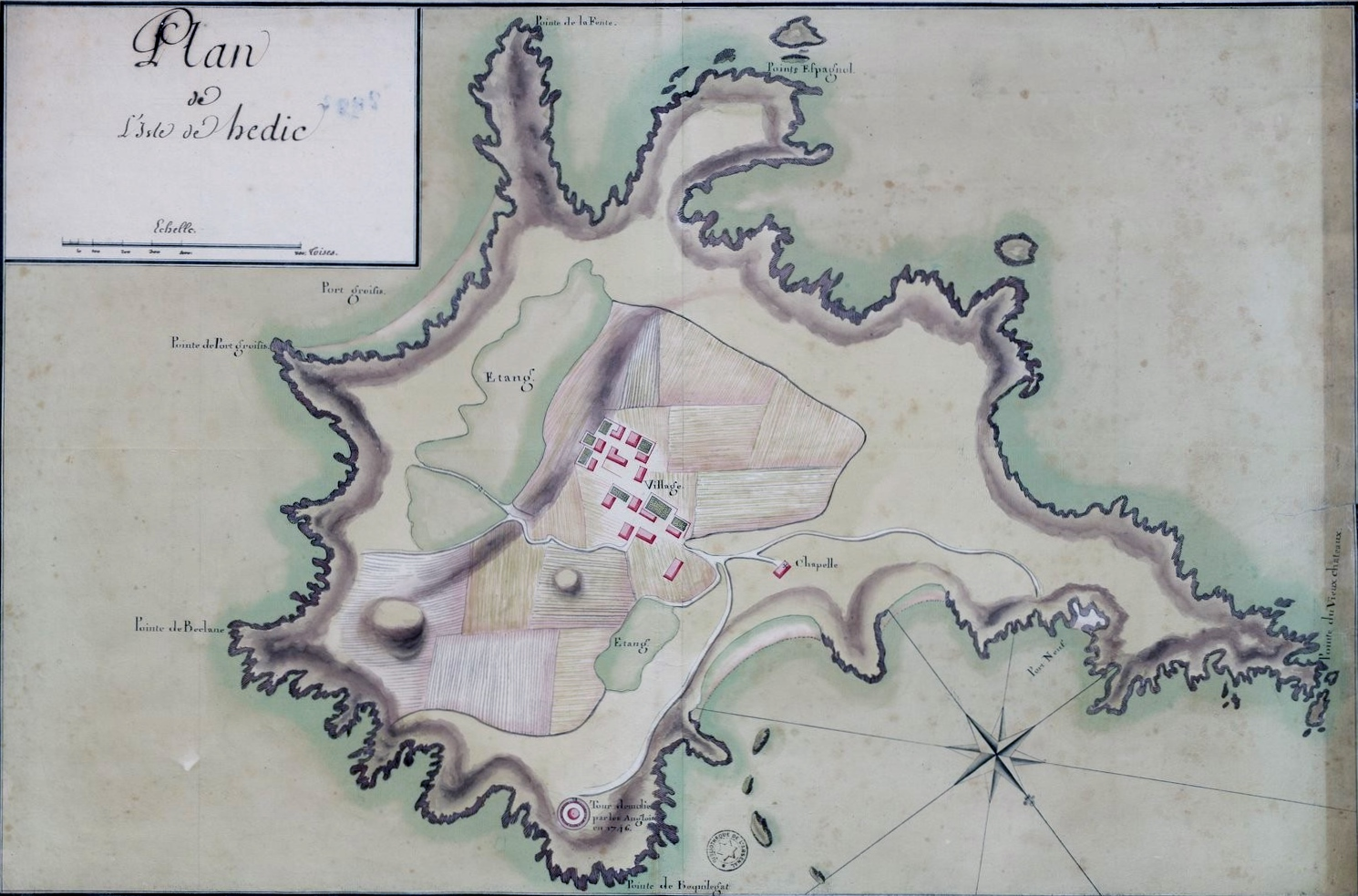
Plan de l'île de Hœdic datant de 1746.

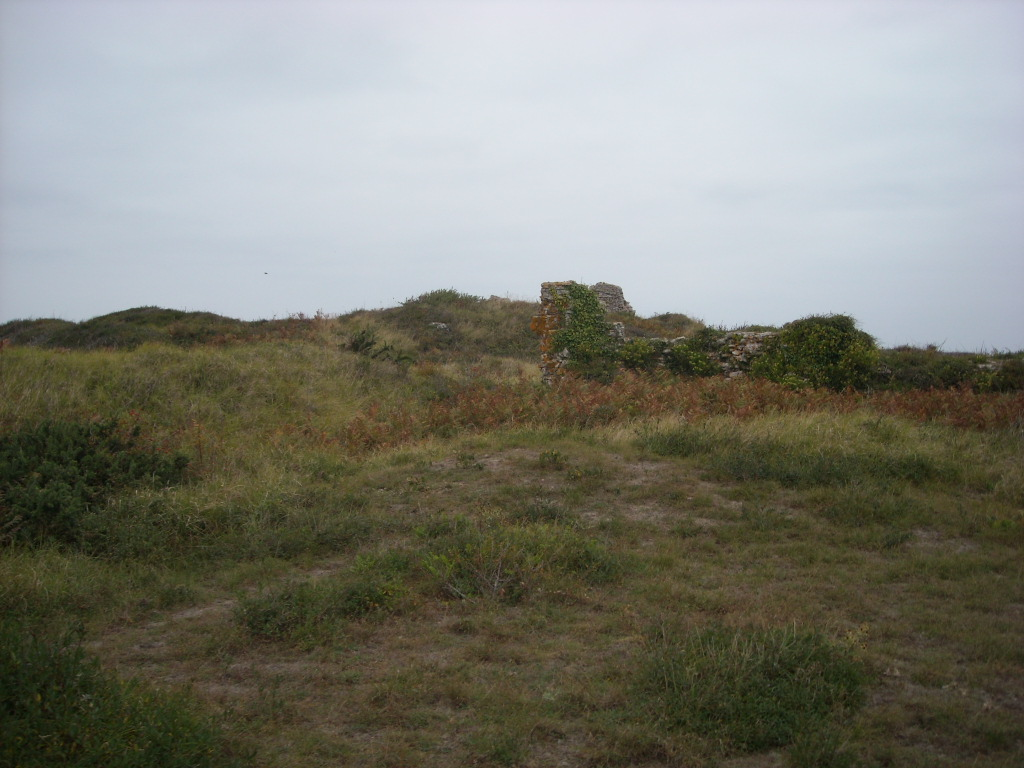
Ruines du "château anglais", un ensemble fortifié situé dans le nord-est de l'île.

Comme sa voisine Houat, l'île est victime au XVIe siècle de la convoitise des flottes espagnole et anglaise. Le lieu est occupé à plusieurs reprises par ces puissances étrangères.
Le 20 novembre 1759, lors de la guerre de Sept Ans, les rochers des Cardinaux, au sud-est d'Hoëdic, donnèrent leur nom à la bataille navale des Cardinaux que l’escadre britannique de l’amiral Edward Hawke remporta sur une escadre française venant de Brest. Celle-ci devait rejoindre une importante flottille de transport rassemblée derrière la presqu'île de Quiberon pour transporter un corps expéditionnaire qui aurait débarqué en Écosse. Les trois quarts de la flotte française purent s’échapper et se réfugier dans différents ports bretons, mais cette sévère défaite interdit à Choiseul de porter la guerre en Grande-Bretagne. Elle est un tournant décisif de la guerre, coupant la France de son vaste empire colonial (Antilles, Nouvelle-France, Indes orientales), qu'elle perdra au profit de l'Angleterre au traité de Paris (1763).
Jean-Baptiste Ogée décrit ainsi Hœdic en 1778 :

« Isle-de-Hedic, à sept lieues trois quart au sud de Vannes, son Évêché ; à vingt-huit lieues et demie de Rennes et à quatre lieues et demie de Sarzeau, sa subdélégation ; elle dépend du gouvernement de Belle-Île. Différentes pointes, qui avancent dans la mer, lui donnent une figure assez irrégulière, dont la plus grande largeur , du nord au sud, est de mille trois cents toises, et la plus grande longueur de huit cents ; elle ne contient qu'environ deux cent cinquante arpents de terrein [terrain]. L'abbé de Saint-Gildas de Rhuis se prétend seigneur de cette isle et, en cette qualité, il y nomme, conjointement avec l'évêque de Vannes, un prêtre auquel il donne le titre de curé et une pension de cent vingt livres. Cette faible rétribution est cause qu'Hœdic est presque toujours sans Pasteur. Celui de l'île de Houat vient y faire les fonctions curiales, quand le temps le permet, les fêtes et le dimanche. Quand on commence la messe à Houat, on y arbore un pavillon blanc, qui se voit d'Hœdic, au moyen duquel on annonce les différentes parties du sacrifice. La population de cette isle est d'environ cent soixante hommes, rassemblés dans un hameau de vingt-cinq à trente cabanes. (...) Hœdic est bordé de rochers peu élevés, mais escarpés et presque inaccessibles. Il n'y a que deux ou trois petites plages où quelques chaloupes peuvent aborder ; mais il faut bien les connaître pour s'y risquer.
Malgré son peu d'étendue, le centre en est assez bien cultivé : les terres y sont sablonneuses et légères ; cependant elles produisent du très beau froment et de l'avoine. L'abbé de Saint-Gildas de Rhuis y dîme, année commune, pour neuf cent à mille livres de grains. L'air y est très malsain, et cette insalubrité est occasionnée par un marais d'eau douce qui assèche dans les moindres chaleurs. L'eau de mer s'y mêle dans les grandes marées, mais en très petite quantité, et ne sert qu'à augmenter la corruption, qui devient parfois si considérable qu'on a vu, dans la dernière guerre, les détachements de trente hommes de la garnison d'Aurai y fournissoit [fournissait], et que l'on relevoit [relevait] tous les quinze jours, attaqués presque totalement de fièvres violentes, dont plusieurs soldats périssoient [périssaient] (...) Aussi les Hédicois sont-ils faibles et malsains. (...) À l'égard des usages, mœurs, police et occupation de Hédic, c'est exactement les mêmes que ceux de l'Isle-de-Houat »

### LeXIXesiècle

#### La Révolution et l'Empire
En 1790, Hœdic est annexée par la commune du Palais, située sur l'île de Belle-Île-en-Mer.
Jean Marion (1759-1824) fut curé d'Hœdic entre 1786 et 1820 ;  il devint l'unique autorité des deux communautés insulaires d'Hœdic et Houat lorsque son confrère de Houat est emporté par le choléra en 1795 ; doté d'une forte personnalité, ce prêtre su se faire adopter des Hœdicais qui vivaient de pêche, d'élevage et de culture, dans un extrême dénuement et œuvra en leur faveur, créant notamment une « cantine » disposant du monopole de la distribution des produits acquis sur le continent grâce au « canot du recteur » ; ses œuvres de littérature religieuse en langue bretonne ont aussi valu à ce curé d'Hœdic une renommée durable. En 1795, le comte d'Artois, futur Charles X, vint dans l'île lors de l'expédition de Quiberon.
« Pendant les guerres de l'Empire, Houat et Hœdic, n'ayant point été défendues par une garnison française, furent, par une espèce de convention tacite, regardées en quelque sorte comme pays neutre. Les croiseurs anglais avaient pour habitude de venir mouiller sur la rade de Hœdic ; ils déposaient dans cette île leurs blessés, leurs malades ; ils y enterraient leurs morts. Cette portion de la côte a conservé le nom de "Cimetière des Anglais". Les insulaires houatais et hœdicois ayant plusieurs fois porté secours à des équipages anglais en péril, pouvaient, avec une simple passe signée de leurs recteurs, pêcher et naviguer sans crainte d'être retenus prisonniers de guerre ».
En 1815, Hoëdic et Houat furent mises en quarantaine par le sous-préfet pour contrebande.

#### La charte d'Hœdic et l'autorité des recteurs de l'île
De 1815 à 1825, Houatais et Hœdicais élaborèrent une charte, dite charte d'Hoëdic, qui tint lieu de constitution à ces petites « républiques » insulaires. Rédigée en 1822, elle impose l'existence d'un conseil des sages (des anciens) formé de douze membres présidé par le recteur, qui était chargé de son application. Cette charte en 32 articles dit dans son préambule : « La charte protège le faible contre le fort », elle « fait tout concourir au bien général, parce qu'il n'y a rien de plus funeste et de plus odieux que la recherche exclusive d'un intérêt privé ». Ce système a fonctionné jusqu'en 1892.
De 1822 à 1892 Les recteurs d'Hoëdic continuent d'exercer leur autorité administrative, judiciaire, religieuse et économique sur l’île avec le consentement du conseil municipal et du maire qui en font parfois leurs secrétaires. Les recteurs mettent en place un fonds coopératif : La Grosse, qui soutient les investissements et les campagnes de pêche. Ils ont un rôle de juge, de marchand (le magasin général ouvert à la population nommé la « cantine » permettait de substantiels profits retournés sur forme d'avances de trésorerie aux équipages). L'île obtient en 1863 une franchise fiscale. La cantine est exemptée des droits de débit. Saint-Just Péquart parle pour cette époque d'une véritable « dictature des recteurs » qui interdirent par exemple toute venue de vin sur l'île (afin de lutter contre l'alcoolisme) et aux femmes de moins de trente ans de se rendre sur le continent.
En 1883, le préfet du Morbihan réforma le Conseil des îles dont faisait partie Hoëdic pour en républicaniser la composition.
En 1891, l’île fut détachée de la commune du Palais (en Belle-Île) et érigée elle-même en commune. L’année suivante le « Règlement » fut abandonné et le recteur perdait sa fonction administrative et temporelle avec l’élection du premier maire.

#### Hœdic vers le milieu duXIXesiècle
Bachelot de la Pylaie a laissé une description des îles d'Houat et Hœdic qu'il a visitées en décembre 1825 et janvier 1826. Il écrit notamment : « Comme le gouesmon [goémon] donne toujours un goût désagréable aux aliments et que la nécessité oblige d'en faire usage pour chauffer le four à cuire le pain des habitants, l'on a bien soin d'y brûler ensuite de l'ajonc pour empêcher que la pâte en fut infestée ».
Une disette accompagnée d'une épidémie survint en 1841, selon le témoignage d'A. Le Montagner : « En 1841, la récolte a été nulle, aussi les privations ont été grandes dans l'île. Pendant quatre mois consécutifs, on a été privé de pain et de viande. ; on ne s'est nourri que de pommes de terre et de poisson salé. On avait point de bois, et on a brûlé que du goémon. Vers les derniers jours de décembre, un grand nombre d'individus éprouvèrent des accès fébriles très intenses. Lorsque j'arrivais à Hœdic le 14 janvier, on y disait depuis plusieurs jours des prières publiques. Tous les travaux étaient suspendus, le désespoir était sur tous les visages. Neuf personnes avaient déjà péri, deux autres succombèrent le jour même de mon arrivée et l'île renfermait 67 malades. Presque tous les habitants de l'île, 174, ont été atteints ».
A. Marteville et P. Varin, continuateurs d'Ogée, décrivent ainsi Hœdic en 1843 :

« (...). Cette île n'est en quelque sorte qu'une espèce de banc de sable défendu par une ceinture de rochers. Le bourg, qui comprend toutes les maisons d'habitation, en occupe le centre. Les côtes sont peu élevées. Sur une espèce de mamelon, dans la partie Est, on a construit un phare en bois à feux fixes. (...) Une petite coulée contenant des prairies, des courtils et le jardin du curé s'étend du bourg à un grand étang d'eau douce situé dans la direction de Porh-Braz (...) Les Hœdicois y pêchent des sangsues qu'ils vendent sur le continent et y récoltent aussi des joncs et des roseaux avec lesquels ils couvrent leurs maisons, et qu'ils vendent aux Houatais pour le même usage. (...) Les monuments druidiques [en fait préhistoriques] sont plus nombreux et plus considérables que dans l'île de Houat ; les plus remarquables existent dans Parc-er-Menhir, sur le bord de l'étang. Dans un peulven de 4 mètres d'élévation, on a creusé une niche et placé une statue de la sainte Vierge : c'est maintenant un lieu de dévotion. L'île est bien cultivée, elle produit de beau froment. (...) L'île de Hœdic a été peuplée, comme l'île de Houat, par des familles venues de la côte de Saint-Gildas dans l'[a presqu]'île de Rhuys ; elles ont conservé le costume de la presqu'île, et parlent le même dialecte breton. L'église paroissiale est placée sous l'invocation de saint Goustan. Le desservant est la seule autorité de l'île : il est à la fois maire, curé, officier de l'état-civil. (...). Une masse y a été instituée d'après les mêmes statuts et pour les mêmes motifs d'utilité publique que celle de Houat : elle rend les mêmes services. Il y a une école à Hœdic. Par sa situation au milieu de l'océan, son peu d'étendue, son exposition à tous les vents, l'île d'Hœdic ne peut être malsaine. (...) »

L'abbé Jean-Marie Delalande (1807-1851) a fait une autre description des îles d'Houat et d'Hœdic en 1850 : il y indique notamment que l'île était plus grande dans un passé assez récent, sa superficie s'étant réduite face aux assauts de la mer ; il note l'existence d'un four banal et indique que « le bourg se compose de deux villages séparés l'un de l'autre par le chemin et quelques prairies : Er Guer ("la Ville") au nord et ""Er Baluden ("le Marais") au sud » et qu'on trouve encore, en différents points de l'île, d'autres demeures : la maison du Génie, celle du gardien du phare et une autre employée en 1839 à la fabrication de la soude « occupée aujourd'hui par les nombreux ouvriers du fort.La conduite licencieuse de ces travailleurs a fait donner à leur habitation le nom de "Maison perdue" » ; il précise aussi que l'île a alors 226 habitants répartis en 44 ménages.

#### La construction de l'église Notre-Dame-la-Blanche
Afin de remplacer l'église précédente, dénommée Notre-Dame-des-Neiges, qui avait été brûlée par les Anglais, l'église Notre-Dame-la-Blanche a été construite en 1853 sur un petit monticule un peu à l'écart du bourg, afin qu'elle soit visible de la mer. Elle est typique des églises rurales de la seconde moitié du XIXe siècle ; sa voûte bleue est parsemée d'étoiles et elle renferme de nombreux ex-votos, en particulier celui du thonier Barque-d'Yves qui fit naufrage en 1951 sur les rochers de Roc'h Melen au sud du port de la Croix.

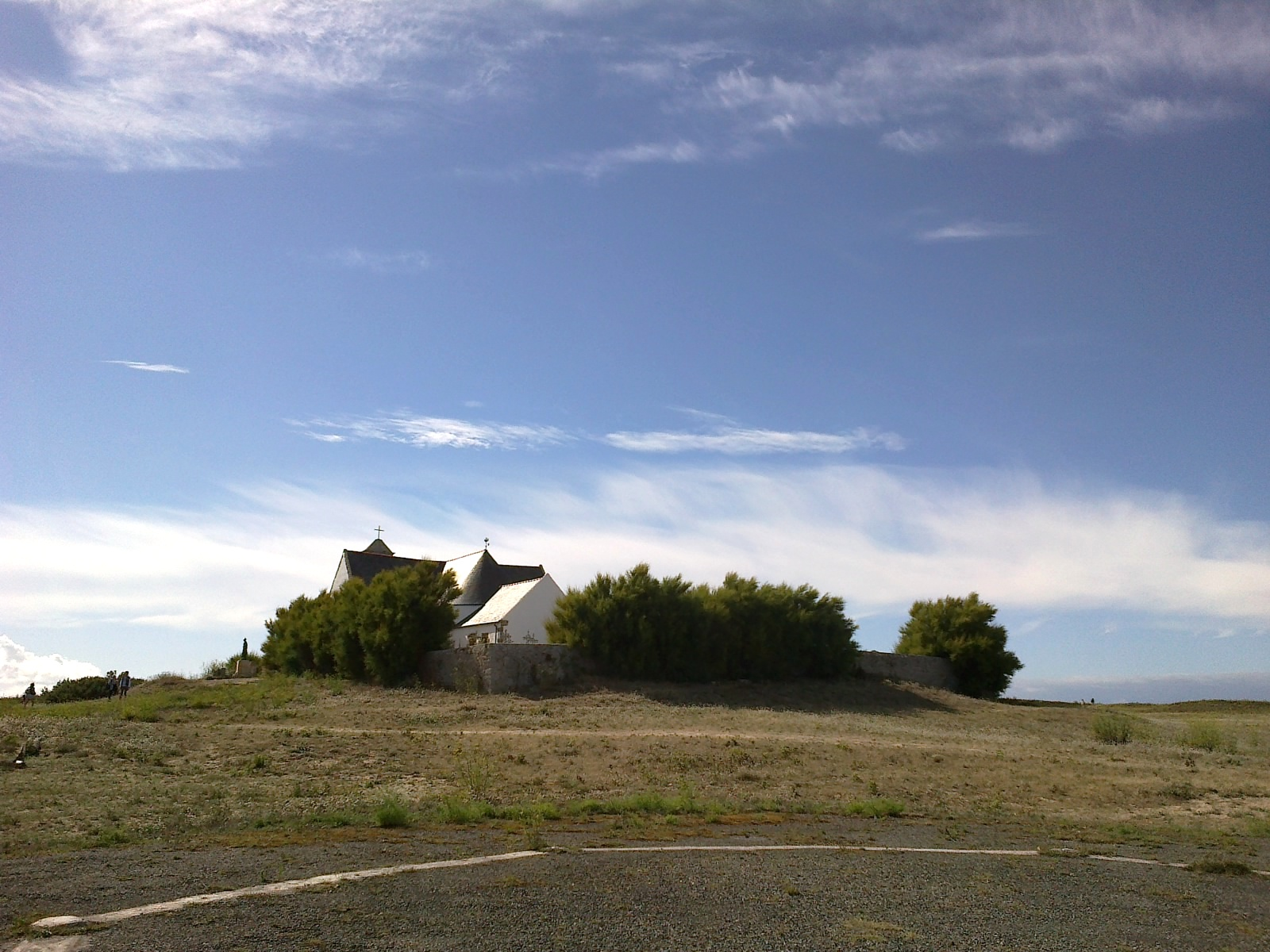
L'église Notre-Dame-la-Blanche sur son petit monticule.
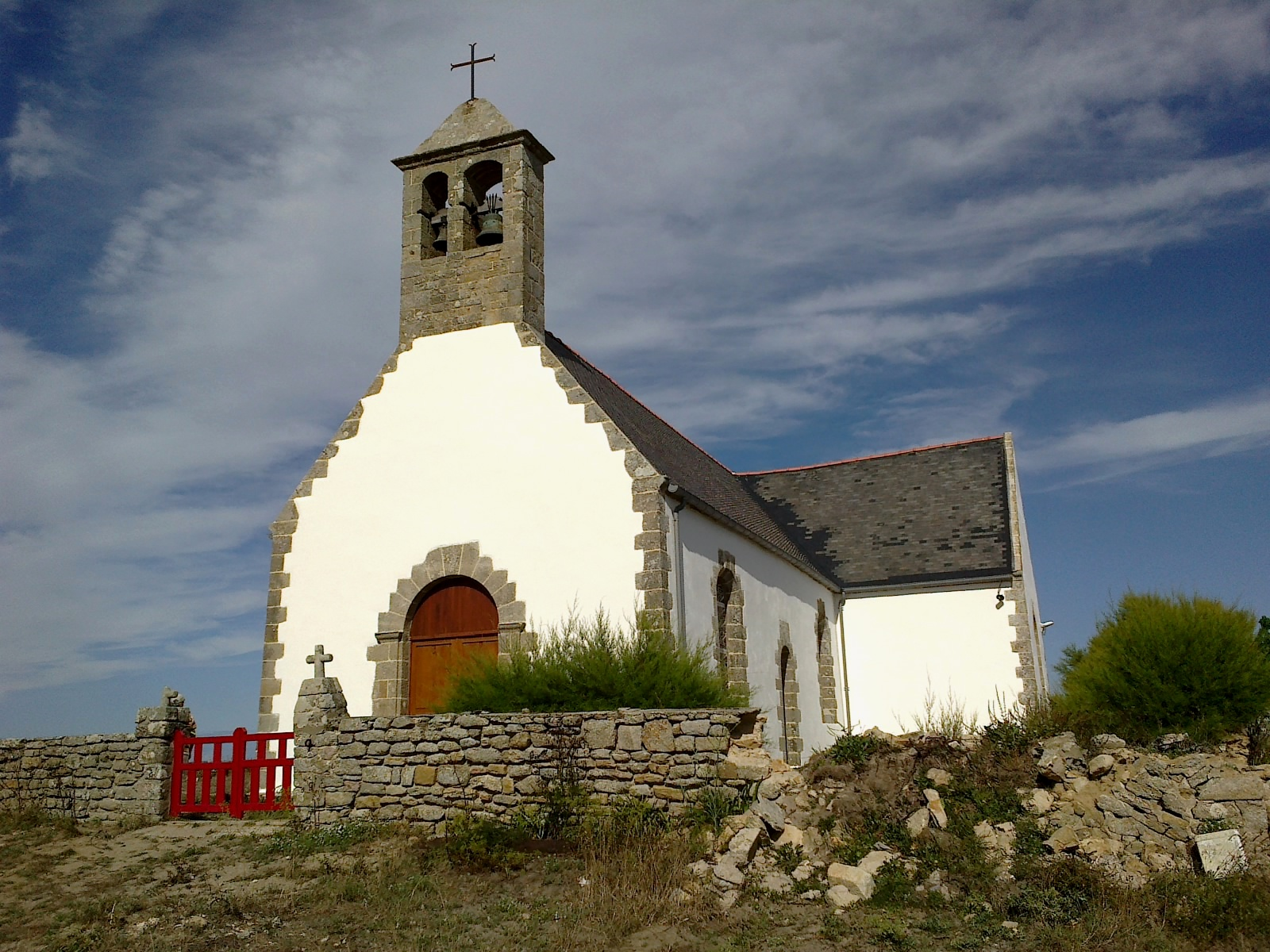
L'église Notre-Dame-la-Blanche, façade.
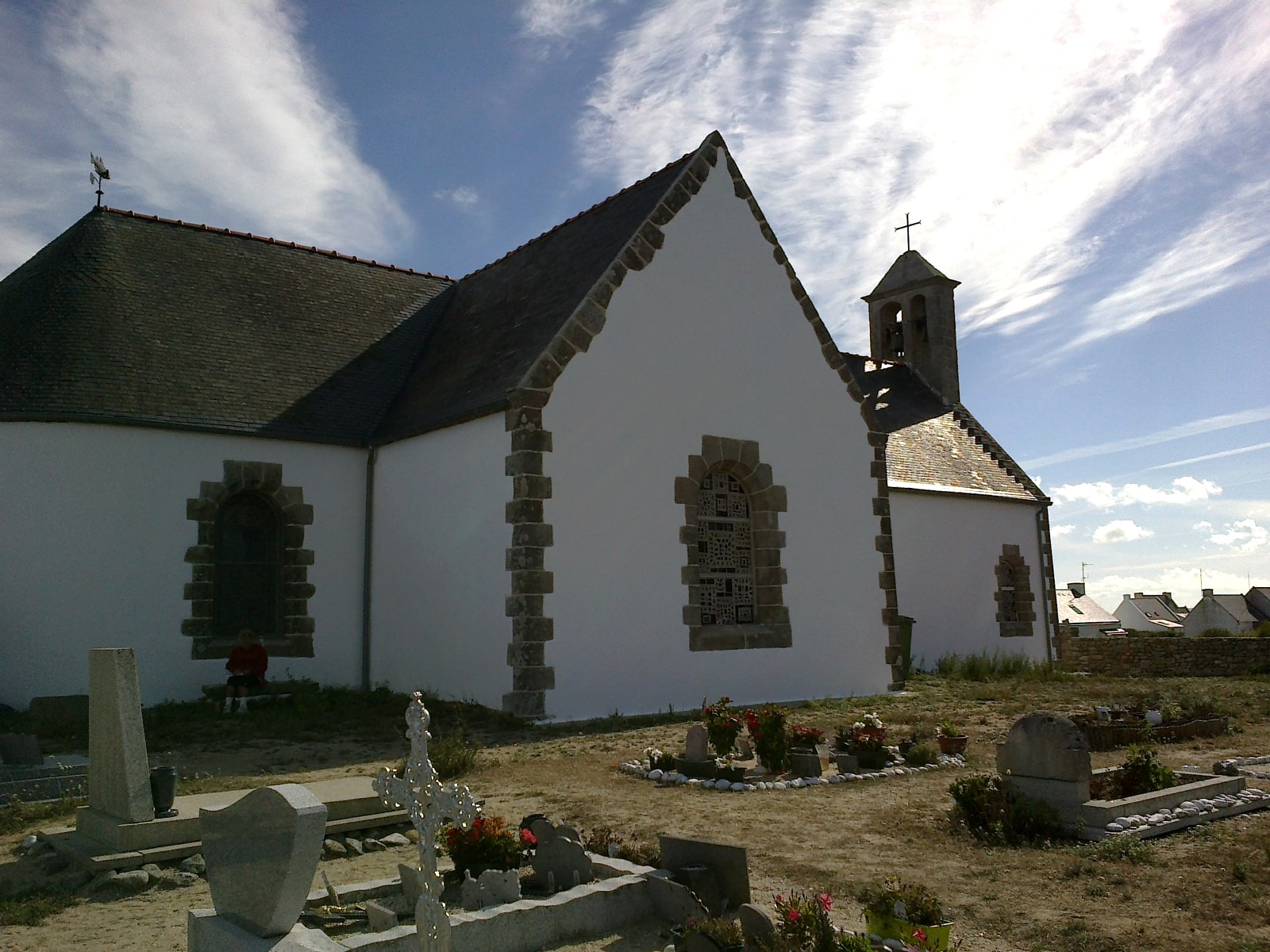
L'église Notre-Dame-la-Blanche, transept gauche.
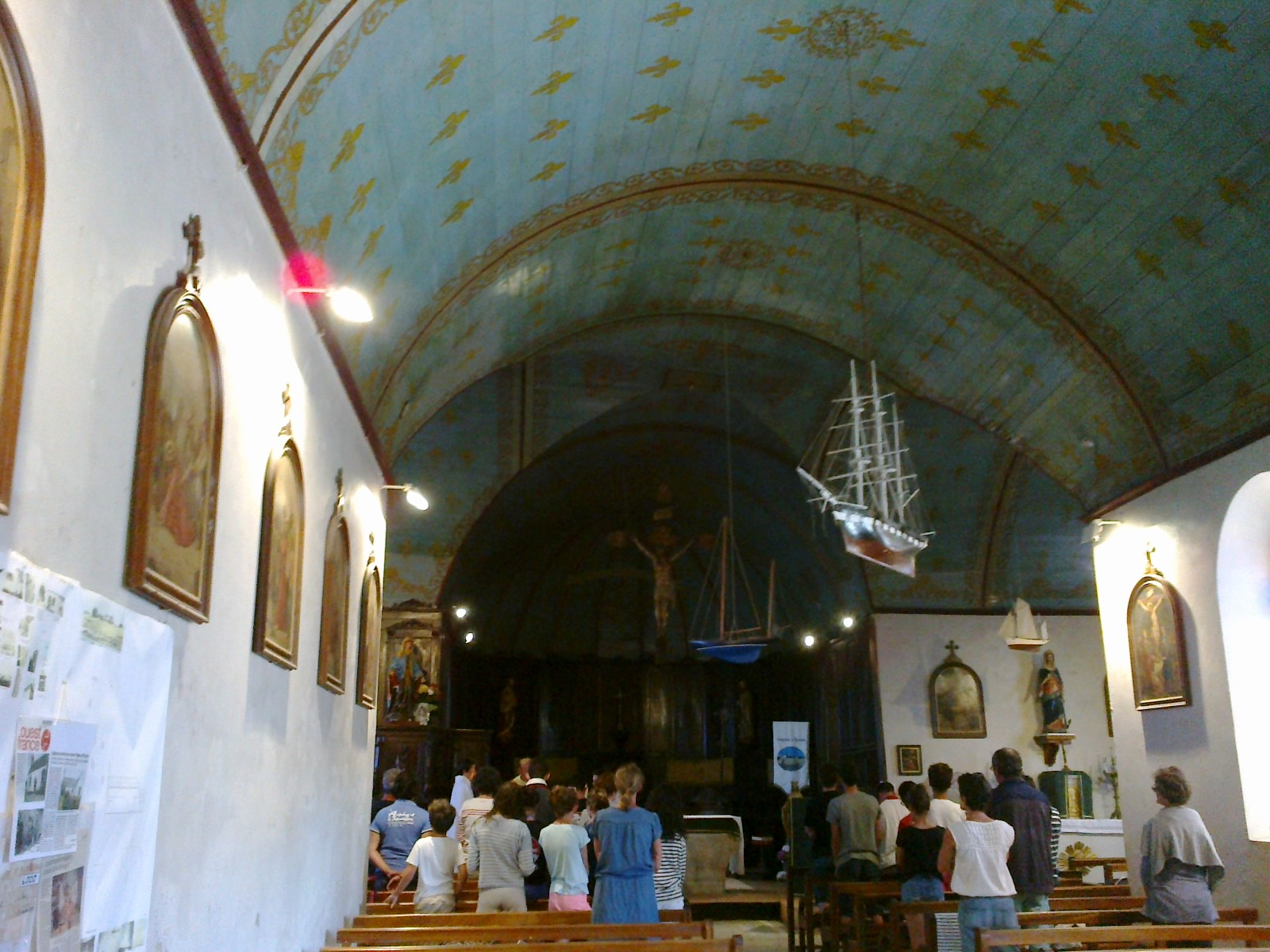
L'église Notre-Dame-la-Blanche, nef et ex-votos.

### LeXXesiècle

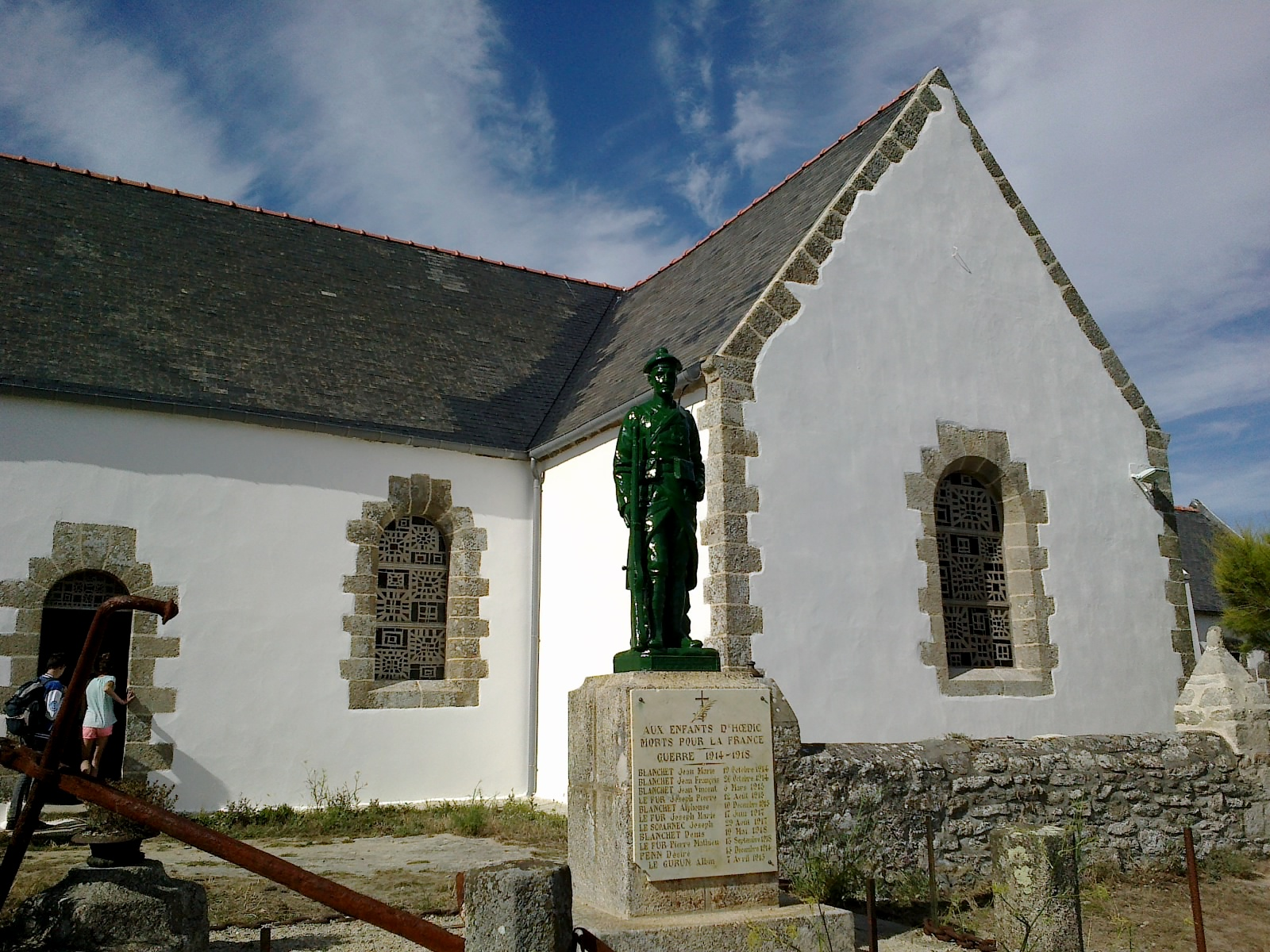
Le monument aux morts d'Hœdic.

#### La Première Guerre mondiale
Le monument aux morts d'Hœdic porte les noms de 11 soldats et marins morts pour la France pendant la Première Guerre mondiale : parmi eux deux (Jean François Marie Blanchet et Jean Marie Blanchet) sont morts en Belgique dès l'année 1914, deux (Pierre Le Fur et Joseph Le Scoarnec) sont morts en Grèce dans le cadre de l'expédition de Salonique, Joseph Le Scoarnec y est mort, à l'hôpital de guerre, en 1917 ; ses compagnons d'infortune sont décédés sur le sol français (Alphonse Blanchet à Zuydcoote, Jean Blanchet au Mesnil-lès-Hurlus, Joseph Le Fur à Vienne-le-Château) ; Albin Le Gurun est mort de maladie à l'hôpital maritime de Lorient. Désiré Penn, décédé le 15 décembre 1914 à l'hôpital maritime de Lorient lui aussi, bien que son nom soit inscrit sur le monument aux morts, n'est pas considéré comme "mort pour la France".

#### L'Entre-deux-guerres
Saint-Just Péquart dressa en 1938 une sombre description de l'île d'Hœdic :

« Lors de la déclaration de guerre en 1914, presque tous les hommes d'Hoëdic, appelés sous les drapeaux, quittèrent l'île et la pêche, dont vivait presque exclusivement la population, fut interrompue. Il était juste et nécessaire que cette population, dont les moyens de subsistance venaient d'être brusquement taris, fur assistée, et c'est dans ce but que furent instituées les allocations. Mais pour des gens peu habitués à voir de l'argent, ce brusque afflux de numéraire fut un désastre. (...) Le gaspillage fut effréné. (...) Munies d'argent, les femmes d'Hœdic jugèrent préférable d'acheter sur le continent tout ce dont elles avaient besoin  et peu à peu ne produisirent plus rien. La culture fut complètement abandonnée. Le moulin ne fonctionna plus et le four ne fut plus allumé. (...) Les potagers eux-mêmes étaient retournés à la friche. (...) Le travail de la soude fut délaissé (...). La guerre finie, les allocations disparurent, et avec elles la principale ressource des Hœdicais. (...) [Des prêts consentis aux Hœdicais] les enfoncèrent dans une misère d'autant plus pénible qu'elle faisait suite à une période de prospérité. (...) Le recteur à cette époque tenta de faire reprendre la culture dans l'île. On lui opposa que toute la cavalerie [les chevaux] avaient disparu. (...) Le véritable motif était la répugnance à reprendre les habitudes de travail qui étaient définitivement perdues. »

— Saint-Just Péquart, L'île d'Hoedic et sa décadence
Dans une conférence prononcée à Lyon en 1938 et intitulée "La décadence économique d'une île", Saint-Just Péquart révèle la misère dans laquelle survivent les quelques dizaines de familles hœdicaises. Il dit notamment : « La consommation [en vin] atteint sept litres par jour et par homme adulte ». Aux sources de ce marasme : l'abandon, depuis la Première Guerre mondiale, des cultures du blé, de la vigne, du chanvre, et la dépendance croissante vis-à-vis du continent pour les produits de base.
En 1931, Le 14 juin, le Saint Philibert, un vapeur affrété à Nantes par l'Union des Coopérateurs part en excursion vers Noirmoutier. Il fait naufrage au retour, en baie de Bourgneuf. Près de cinq cents passagers disparaissent dans les flots. Le deuil impossible suscite spéculations, angoisses et rumeurs à Nantes et sur toute la côte : le capitaine aurait été contraint à prendre la mer. Des bijoux auraient été retrouvés dans les homards… Le conflit, sur fond de rivalités religieuses et politiques, de crise économique, touche de plein fouet Hoëdic dont la pêche ne se vend plus dans les criées. Les aspects protecteurs de la charte ne fonctionnent plus. Son abandon progressif par les recteurs et la communauté, dès le début du XXe siècle, ouvre une brèche dans l'organisation insulaire. Une part importante de la population s'exile vers le continent. Patrick Macquaire, dans son livre, Le cercle des homards, Hoëdic, une île entre rumeur et naufrage, reçoit en 1986 des témoignages d'habitants, qu'il reprend en 2007. Il évoque les difficultés démographiques et politiques, mêlées à une conjonction d'évènements propres aux années 30, un déclin plus progressif que soudain. Il n'exclut pas cet argument de Jean Noli qu'il a rencontré sur l'île et qui dans son roman, A la grâce de Dieu, publié en 1977, écrit: " Ils avaient préféré cette explication à toute autre, plus simple et plus rationnelle".

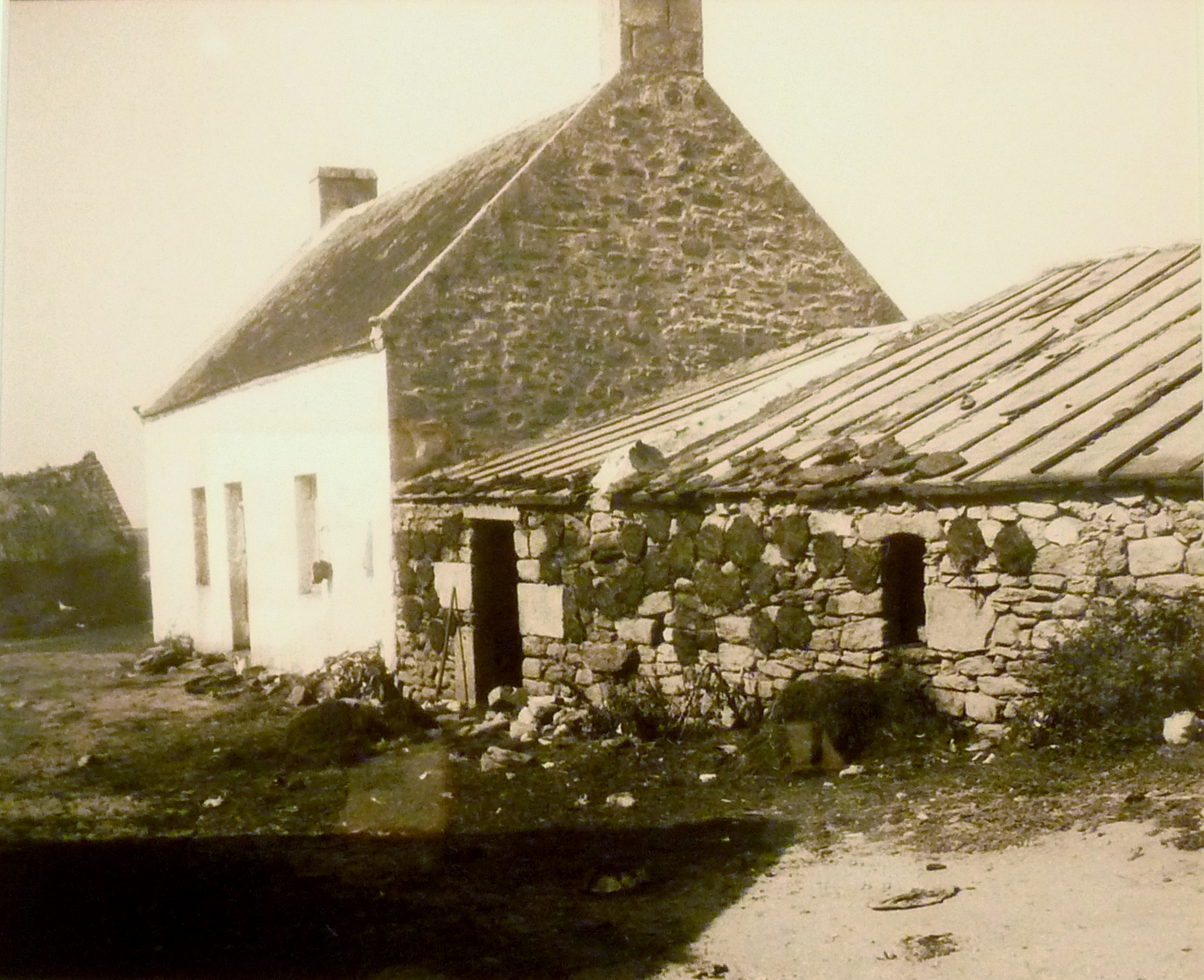
Séchage de bouses utilisées comme combustible à Hœdic en 1932.
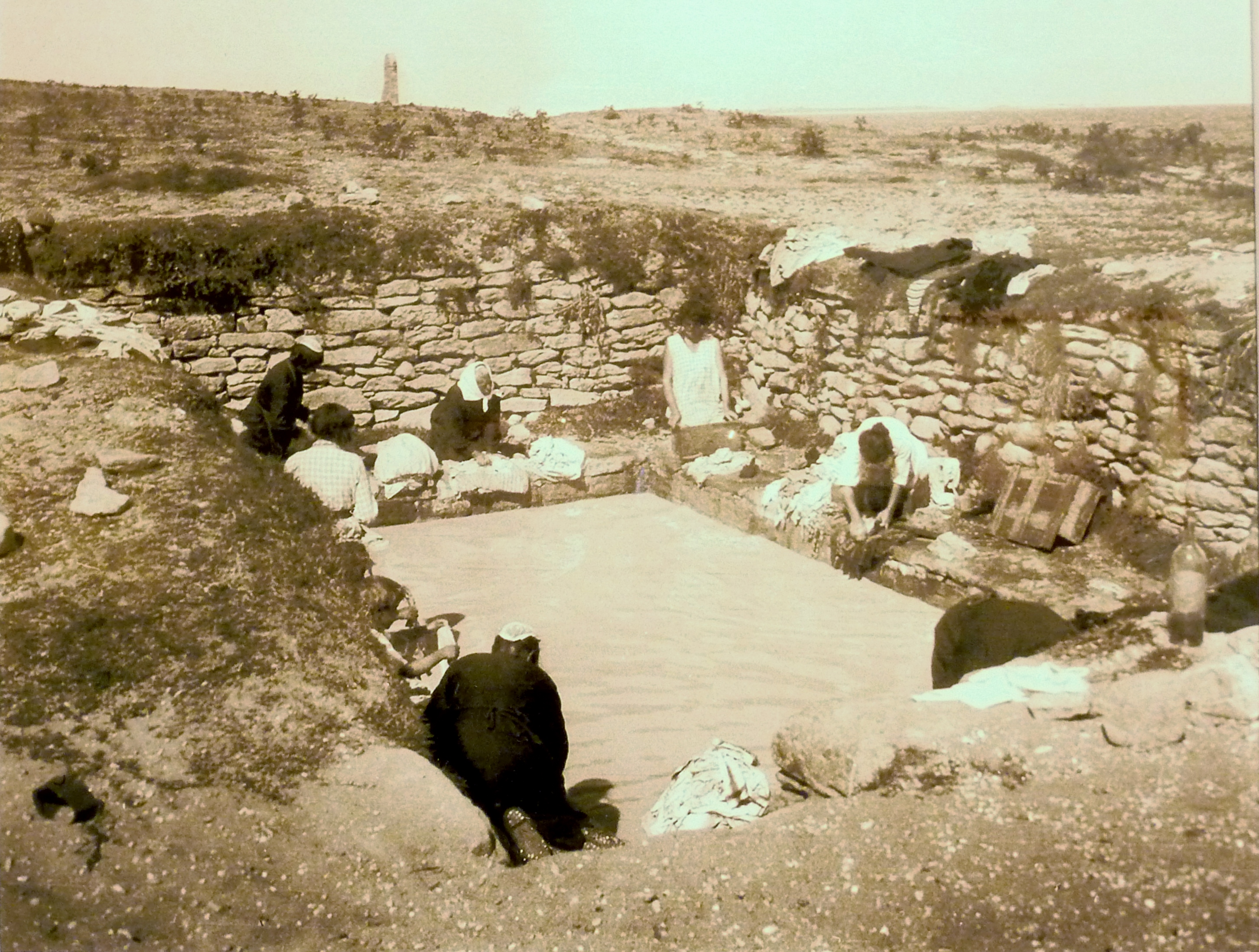
Laveuses au douet à Hœdic en 1932.
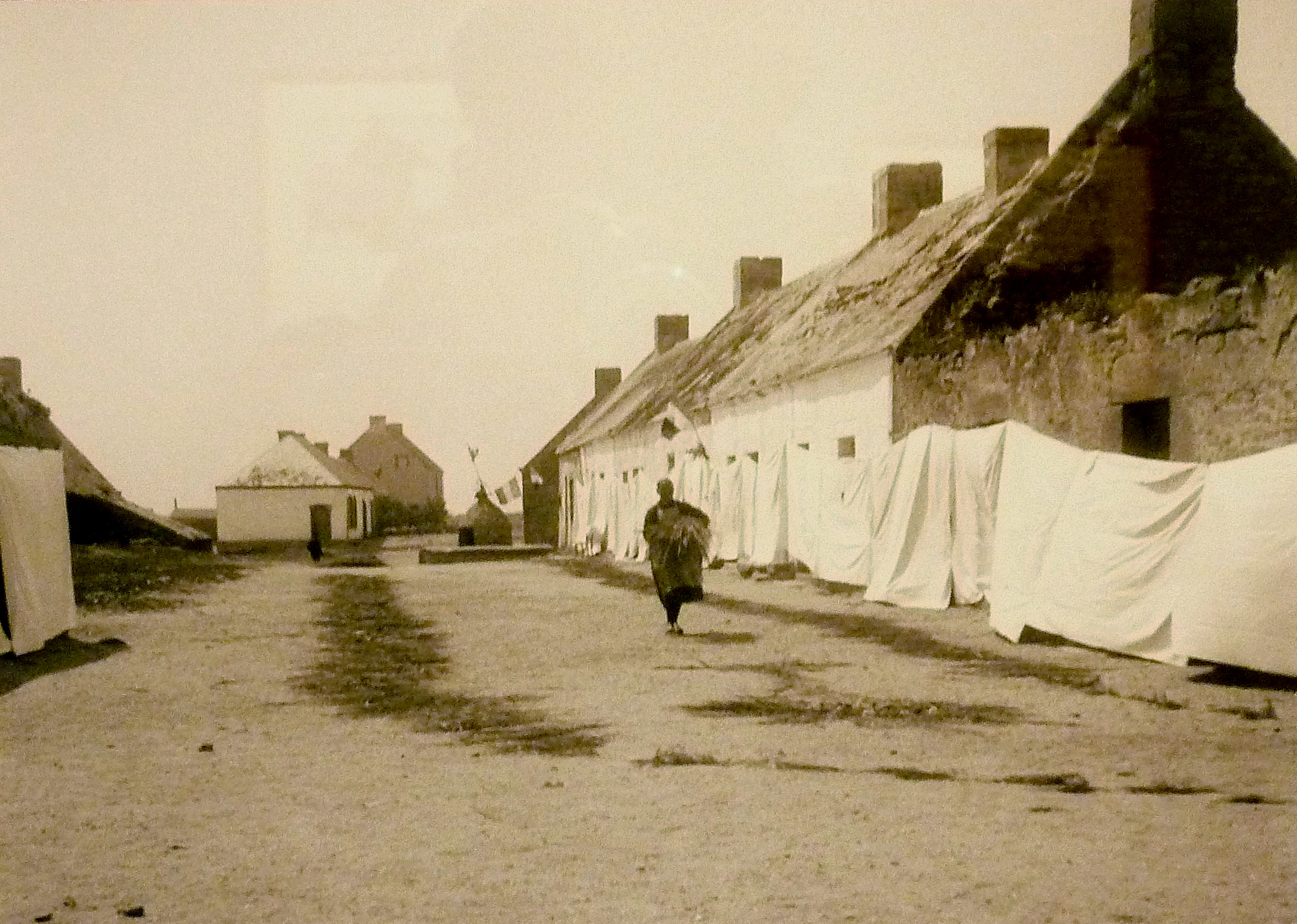
Draps blancs tendus en vue de la procession de la Fête-Dieu à Hœdic vers 1930.
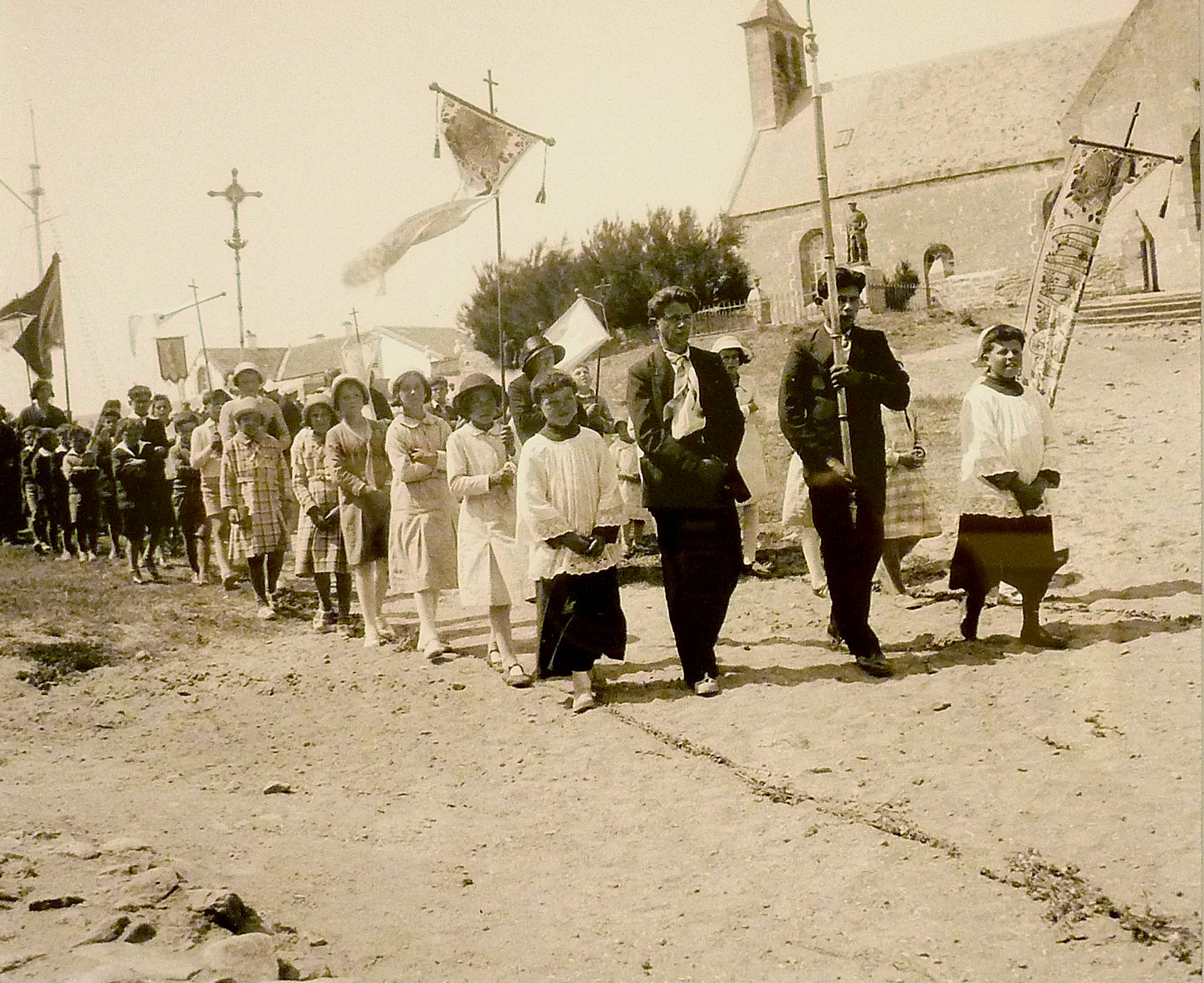
Procession de la Fête-Dieu à Hœdic vers 1930.

En 1932, Jean Epstein tourne sur l’île un film de fiction, L'Or des mers.

#### La Seconde Guerre mondiale
En 1943, pour éviter aux jeunes menacés par les réquisitions du service du travail obligatoire, le recteur Conan reconstitue une activité de fabrication de soude par brûlage du goémon. L'armée allemande est peu présente : en 1941 un détachement reste un mois pour servir une artillerie anti-aérienne, et en 1945, une escouade arrive de Belle-Île dans le seul but de piller des vivres.

#### L'après Seconde Guerre mondiale
Dans les années 1970-1980, la pêche locale connaît un regain; on comptera près d'une quinzaine d'unités de pêche, employant près du triple de personnes, à terre comme en mer. Aujourd'hui le port d'Hoëdic rassemble bien moins de chalutiers que son homologue Houatais. Les paysages enchanteurs du lieu permettent de compenser ce manque par un tourisme encore limité. Hoëdic est l'une des deux étapes majeures de la « Bar à Bar », une régate se déroulant du Corlazo à Conleau (Vannes), à La Trinquette, au-dessus du port d'Argol.

### LeXXIesiècle
L'activité agricole avait disparu d'Hœdic, mais un éleveur s'est installé en 2005 sur 20 ha de surface agricole utile.

## Politique et administration

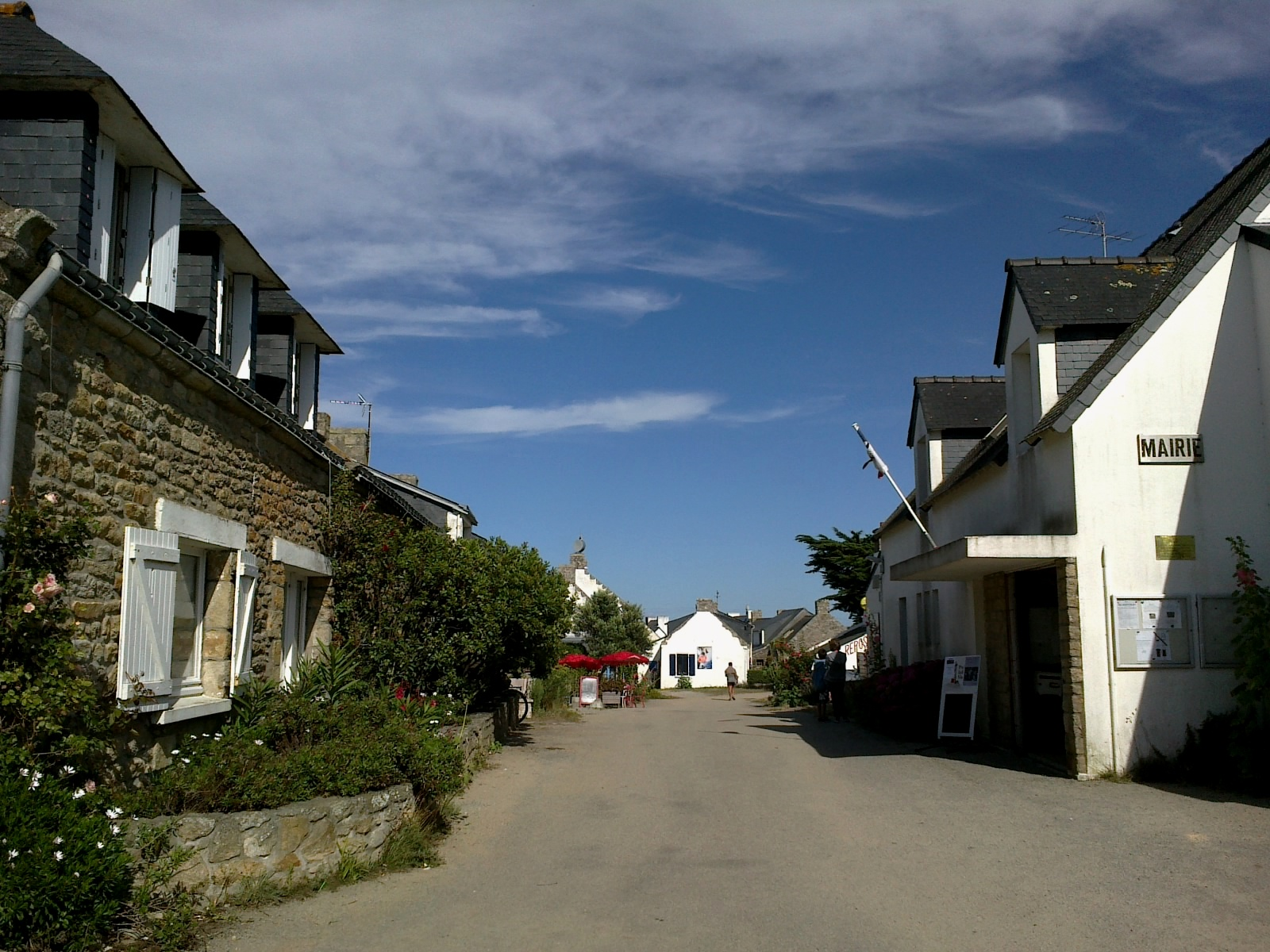
La mairie d'Hœdic.

| Période                                  | Période  | Identité                  | Étiquette | Qualité |
| ---------------------------------------- | -------- | ------------------------- | --------- | ------- |
| 1892                                     | 1900     | Henri Marie Le Moing      |           |         |
| 1900                                     | 1904     | Jean Pierre Le Bourhis    |           |         |
| 1904                                     | 1907     | Henri Le Bayon            |           |         |
| 1908                                     | 1912     | Martin Joseph Le Scoarnec |           |         |
| 1912                                     | 1913     | Denis Marie Le Bourhis    |           |         |
| 1913                                     | 1919     | Alphonse Marie Le Gurun   |           |         |
| 1919                                     | 1924     | Ange Le Scoarnec          |           |         |
| 1924                                     | 1970     | Jean Marie Le Moing       |           |         |
| 1970                                     | 1989     | Alcime Marie Blanchet     |           |         |
| 1989                                     | 1995     | Marc Allanic              | DVD       |         |
| 1995                                     | 2001     | Maurice Allanic           |           |         |
| 2001                                     | 2002     | Jean Rambure              |           |         |
| 2002                                     | 2014     | André Blanchet            |           |         |
| 2014 Réélu en 2020                       | En cours | Jean-Luc Chiffoleau       |           |         |
| Les données manquantes sont à compléter. |          |                           |           |         |

## Démographie
L'évolution du nombre d'habitants est connue à travers les recensements de la population effectués dans la commune depuis 1891. Pour les communes de moins de 10 000 habitants, une enquête de recensement portant sur toute la population est réalisée tous les cinq ans, les populations de référence des années intermédiaires étant quant à elles estimées par interpolation ou extrapolation. Pour la commune, le premier recensement exhaustif entrant dans le cadre du nouveau dispositif a été réalisé en 2006.

En 2022, la commune comptait 103 habitants, en évolution de +1,98 % par rapport à 2016 (Morbihan : +3,82 %, France hors Mayotte : +2,11 %).
| 1891 | 1896 | 1901 | 1906 | 1911 | 1921 | 1926 | 1931 | 1936 |
| ---- | ---- | ---- | ---- | ---- | ---- | ---- | ---- | ---- |
| 354  | 366  | 350  | 381  | 392  | 383  | 426  | 415  | 348  |

| 1946 | 1954 | 1962 | 1968 | 1975 | 1982 | 1990 | 1999 | 2006 |
| ---- | ---- | ---- | ---- | ---- | ---- | ---- | ---- | ---- |
| 185  | 222  | 205  | 191  | 147  | 126  | 140  | 117  | 111  |

| 2011 | 2016 | 2021 | 2022 | - | - | - | - | - |
| ---- | ---- | ---- | ---- | - | - | - | - | - |
| 120  | 101  | 100  | 103  | - | - | - | - | - |

## Culture locale et patrimoine

### Lieux et monuments

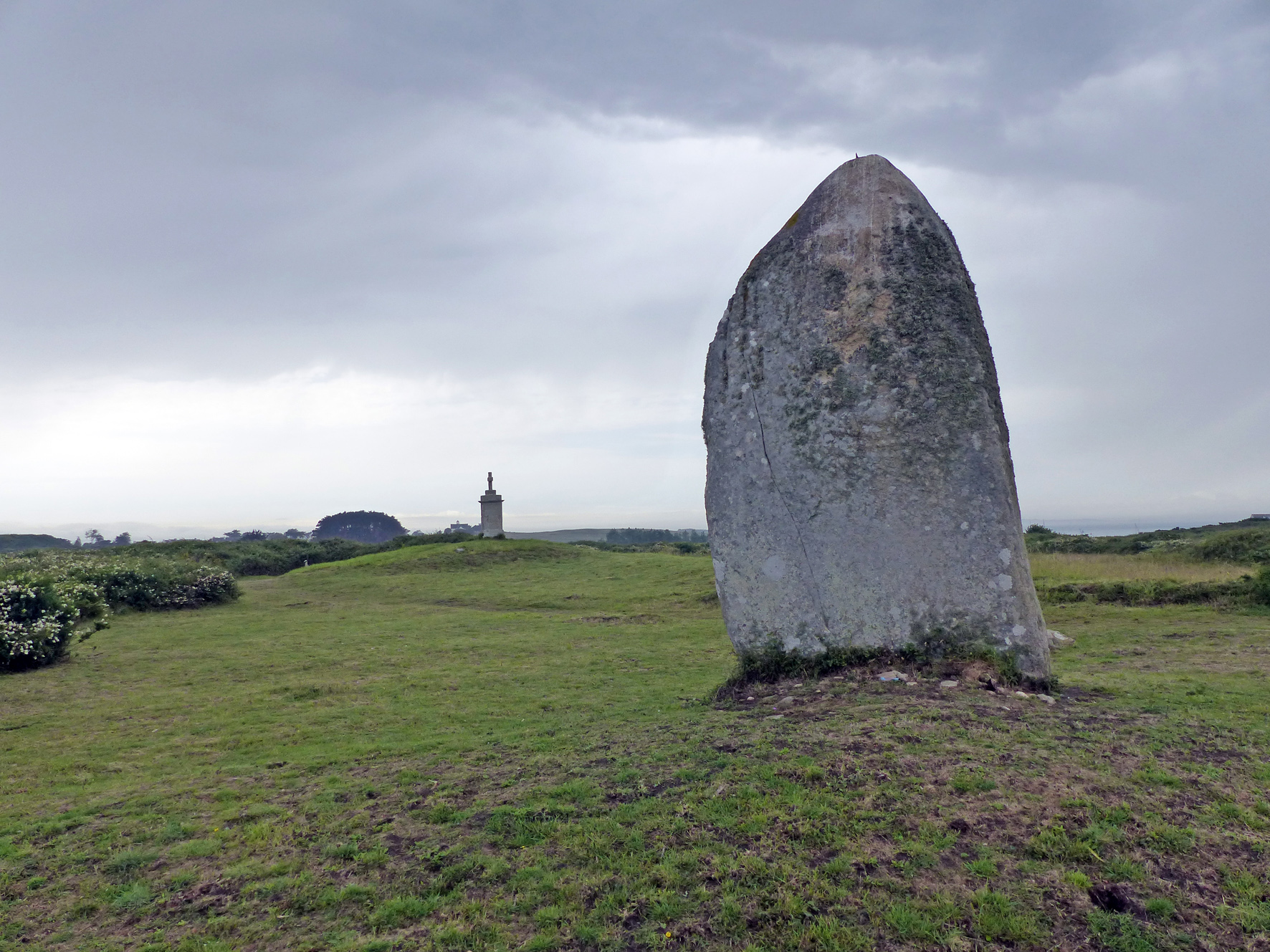
Menhir de la Vierge.

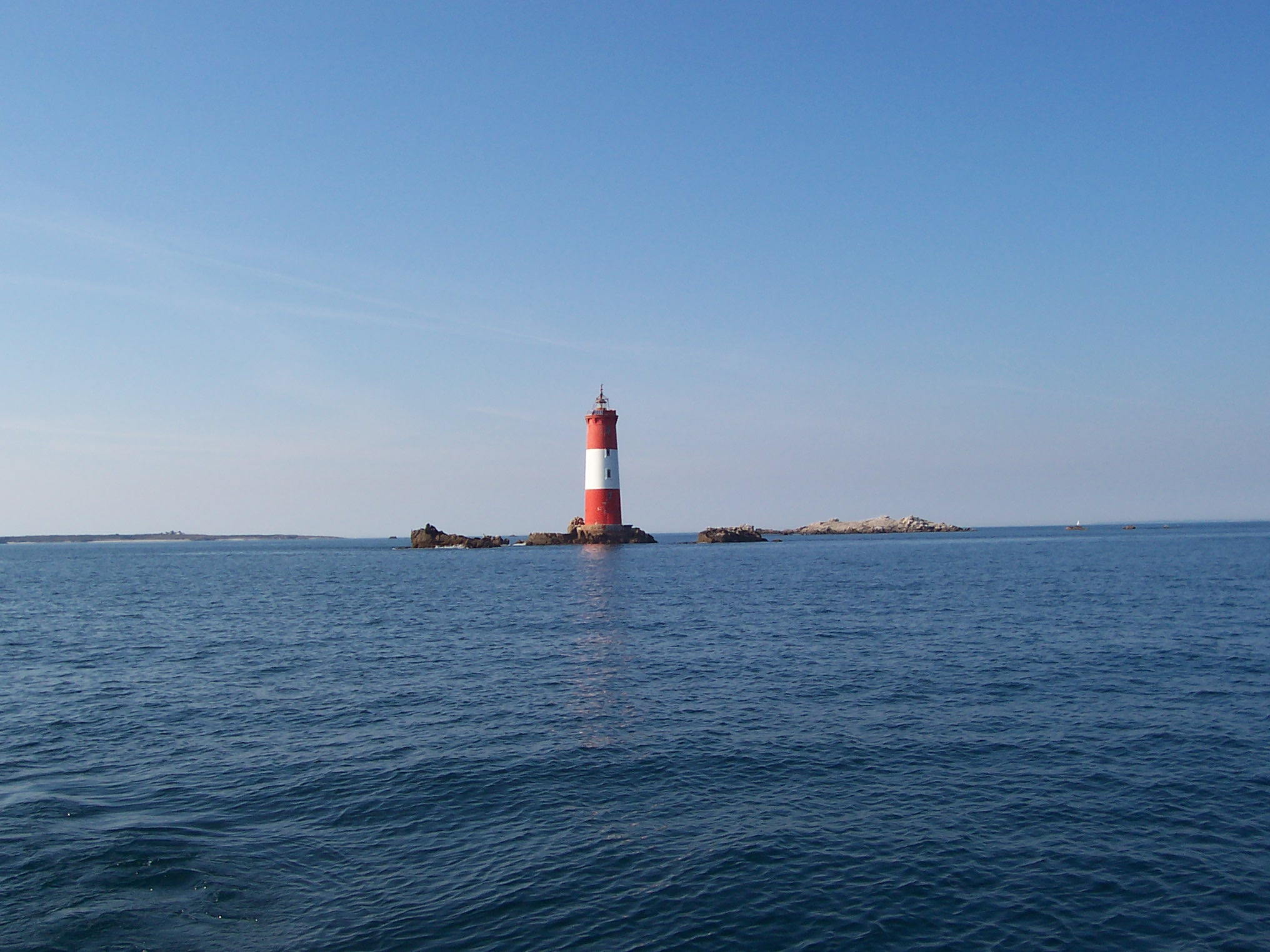
Phare des Grands Cardinaux.

La commune compte deux monuments historiques protégés :
- Le menhir de la Vierge, à 200 mètres à l'est du bourg, haut de 4 m, est le menhir le plus important de l’île. Il a été christianisé par l’ajout d’une croix de fer, régulièrement foudroyée, qui a disparu aujourd’hui. Il est classé MH depuis 1926[62].
- Le fort Louis-Philippe, au centre de l'île, fut décidé en 1846 et construit entre 1847 et 1853 dans l’éventualité d’une attaque britannique. Il hébergea à partir de 1881 la première école laïque de l’île, puis fut vendu en 1892 à une société de production d’iode qui l’occupa jusqu’en 1930. Racheté par le Conservatoire du littoral en 1979. Le fort est inscrit à l'inventaire des Monuments historiques depuis 2000[63]. Il a été restauré en 2018-2019[64].

L'île compte plusieurs monuments secondaires :
- Le phare des Grands Cardinaux de 1879[65], au large de la côte est, aujourd’hui automatisé.
- Le vieux port (à 500 mètres au sud du bourg), construit à l'initiative du recteur Rio au milieu du XIXe siècle. En 1865, il est profondément remanié par les ponts et chaussées, qui lui donneront son aspect presque définitif. Le môle principal est constitué d'un remarquable assemblage de granit de taille. Une seconde jetée à l'est vient fermer la baie dans les années 1930 ; celle-ci est aujourd'hui partiellement détruite afin d'éviter l'ensablement. Appelé aussi Port de la Croix (en référence au calvaire qui le domine), il était davantage exposé aux houles que la côte nord et son accès était – et reste – délicat. Lorsque le nouveau port (ou Port Saint-Goustan) fut construit, les derniers pêcheurs qui le fréquentaient encore le désertèrent assez vite. Il demeure cependant un abri sûr pour celui qui désire vraiment y amarrer son bateau. Outre la belle plage de sable fin et blanc, on peut y voir un abri de pêche récemment restauré.
- Le fort des Anglais, bâti au XVIe siècle sur le promontoire de Beg Lagate, au nord-est de l'île. Il n'en subsiste que quelques ruines éparses ; on distingue aujourd'hui difficilement l'emplacement des douves, masqué par la végétation.
- La pointe du Vieux-Château, au nord-ouest, doit sans doute son nom au fait qu'elle était l'emplacement d'un camp romain, dont des vestiges ont été exhumés aux XIXe et XXe siècles ; il aurait été occupé aux IIe et IIIe siècles. L'oppidum était de type forteresse sur éperon barré, situation que permettait l'extrémité de la pointe.
- La cale de Port Neuf, à mi-chemin entre le bourg et la pointe du Vieux Château. Construite en 1915, dans une crique semi-circulaire, elle servait à accueillir le courrier (navire effectuant la rotation îles du Ponant-Quiberon) entre les deux guerres. Il n'en subsiste que quelques vestiges accrochés à la roche.
- Le hameau du phare (600 mètres au nord-est du bourg) : l'une de ses bâtisses comprend toujours la base du fanal – premier de l'île – édifié en 1836. Il fut abandonné après l'inauguration du phare des Grands Cardinaux en 1879.
- le hameau du Paluden (à 150 mètres au sud du bourg) dont les maisons, parfois anciennes, occupent le site primitif du village, au Haut Moyen Âge. Celui-ci se serait ensuite transféré vers le promontoire nord, au Bas Moyen Âge.
- Port d'Argol ou Port-Saint-Goustan : situé sur la côte nord, bien abrité au fond de la rade d'Hœdic, il a été construit en 1973 ; il est établi à 200 mètres du bourg. La digue principale est constituée d'enrochements et d'une travée centrale en béton armé. Il comporte un phare-veilleuse en son extrémité. Les bateaux de plaisance s'amarrent sur des tonnes ou le long d'un ponton récemment installé. Les unités de pêche mouillent juste derrière le môle. C'est ici que sont assurées les rotations maritimes avec le continent. À l'est, en allant vers Beg Lagate, une petite digue en béton armé des années 1930 tente de briser le ressac. Elle servit comme celle de Port-Neuf à accueillir le courrier.
- L'église Notre-Dame-la-Blanche.

### Personnalités liées à la commune
- Anna Le Bail (1890-1965), née à Hœdic, gardienne du phare de Kernevest de 1925 à 1965.
- Jean Noli (1928-2000), journaliste qui a habité sur l'île et qui y a situé quelques romans, dont La Grâce de Dieu, Paris, Julliard 1977. Prix des libraires.